# LGBT en Espagne
Les personnes lesbiennes, gays, bisexuelles et transgenres (LGBT) en Espagne bénéficient de droits parmi les plus avantageux au monde mais il n'en a pas toujours été ainsi. Depuis la Rome antique, où l’acte sexuel et les relations de pouvoir sont des plus importants, jusqu’à la conception moderne de l’homosexualité comme forme de sexualité comprise comme une façon d’être soi-même, surviennent plusieurs changements et évolutions. Le droit des homosexuels subit longtemps l’influence de la pensée chrétienne qui voit essentiellement la sexualité comme un acte de procréation, toute autre forme sexuelle étant considérée comme un péché et contraire à la loi divine. Cette vision du monde domine au point que la sodomie est jugée comme trahison d’État et punissable du bûcher. Cette tendance est modérée par les Lumières, alors que les libertés individuelles prennent de l’importance, avec la suppression en 1822 de la sodomie du Code criminel de l’Espagne. La très lente et difficile évolution vers l’acceptation de l’homosexualité se voit interrompue par la guerre d'Espagne et la dictature franquiste, qui réprime sévèrement les violetas. À la fin du franquisme, la libéralisation se poursuit mais l’homophobie demeure prépondérante dans la société espagnole. Depuis 2005, l’Espagne est l’un des rares pays du monde qui autorise le mariage homosexuel et qui dispose d’une des législations les plus progressistes en matière de droits de la communauté LGBT, par exemple l’adoption homoparentale ou la modification du statut officiel du sexe,. 
La culture LGBT espagnole a dépassé les frontières nationales avec des films comme ceux de Pedro Almodóvar, et des événements comme l’Europride 2007, célébrée à Madrid,,. Ainsi, dans le domaine de la musique, le groupe de rock Mecano publie à la fin des années 1980 Mujer contra Mujer (en français : Une femme avec une femme) interprété par Ana Torroja, devenue un classique de chanson abordant le thème lesbien, et la pop star Mónica Naranjo devient une icône gay internationale dès les années 1990.
Les homosexuels se font visibles dans les parties de la société qui autrefois leur étaient interdites : la politique, l’armée, la Garde civile, la magistrature, le sacerdoce, encore que dans d’autres secteurs, comme le football, l’acceptation de l’homosexualité n’est pas chose acquise, malgré le pas en avant suscité par des joueuses comme Laura del Río.

## Histoire

### Époque romaine

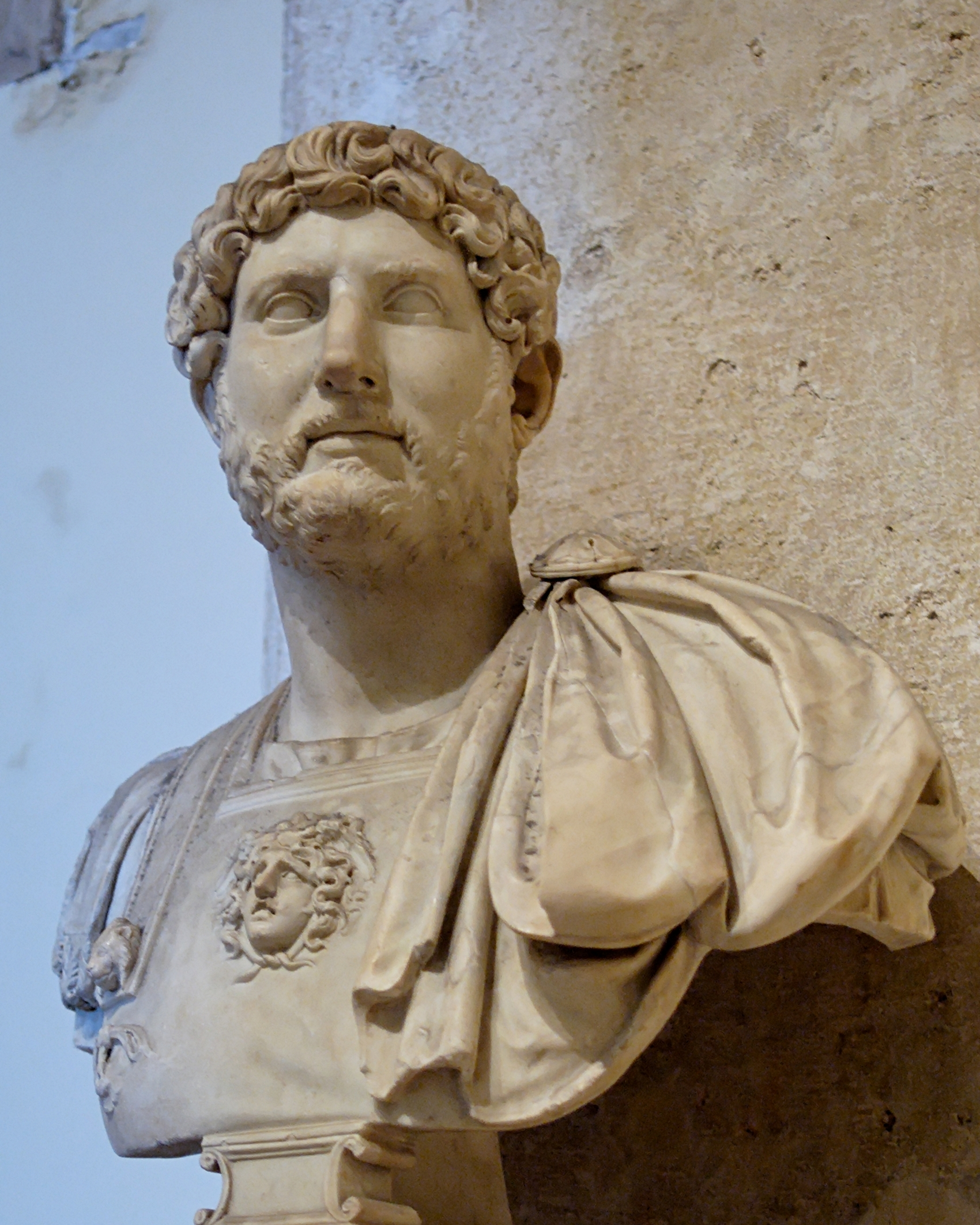
Buste de Hadrien, au II, amant d'Antinoüs. Palais des Conservateurs (musées du Capitole, Rome).

Lors de la conquête de la péninsule ibérique, les Romains apportent, en plus des autres éléments de leur culture, leur morale sexuelle. En matière sexuelle, pour les Romains, le statut est plus important que la personne. Ainsi, les hommes peuvent pénétrer les esclaves, les eunuques, les prostitués de la même façon que les femmes esclaves, les concubines ou les prostituées. Par contre, nul citoyen de bonne réputation, ne laisse un autre homme le pénétrer, quel que soit l'état ou le statut. La distinction est stricte entre l’homosexuel actif qui, parfois couche avec les femmes et parfois avec les hommes, et le passif, lequel est vu comme servile et efféminé. Cette moralité est utilisée par exemple contre Jules César, dont les aventures supposées avec le roi de Bithynie Nicomède IV font la rumeur à Rome. De manière générale, à Rome domine une forme de l’homosexualité très semblable à la pratique des Grecs.
Le lesbianisme est aussi connu tantôt, entre femmes féminines[pas clair] qui partagent le lit avec d’autres femmes sans plus, comme le tribadisme, tantôt des femmes d’aspect viril remplissant des activités masculines, y compris la lutte, la chasse et les rapports avec des femmes.
Martial, grand poète et homme de lettres hispano-romain, grandit et s’instruit à Bilbilis (aujourd'hui Calatayud) mais passe une grande partie de sa vie à Rome. Il y décrit la vie romaine dans ses épigrammes et ses poèmes. Employant la première personne – fictive –, il parle des coutumes sexuelles et de fellations d’hommes comme de femmes.
Un autre exemple est Hadrien, empereur romain né en Hispanie, à Italica (actuel Santiponce en Andalousie). Il est empereur de 117 à 138. Il a un favori et amant, Antinoüs, mort à 20 ans dans des circonstances mystérieuses noyé dans le Nil, qu'il déifie et en l'honneur duquel il construit la ville de Antinoupolis ou Antinoé en Égypte.
La morale romaine change au cours du IVe siècle, ce qui explique que l'historien Ammien Marcellin, païen, critique sévèrement les habitudes sexuelles des Taïfales, peuple barbare dont le territoire se trouve entre les Carpates et la mer Noire, et qui pratique la pédérastie comme les Grecs. En 342, les empereurs Constantin II et Constance II introduisent une loi pour punir l’homosexualité passive, sans doute par la castration, loi qui est renforcée en 390 par Théodose Ier, qui met au bûcher tous les homosexuels passifs travaillant dans des bordels. En 438, la loi est étendue à tous les homosexuels passifs, puis en 533, Justinien punit tout acte homosexuel par la castration et le bûcher, loi rendue plus stricte en 559.
Trois raisons expliquent ce changement d’attitude. Procope de Césarée, historien à la cour de Justinien considère que les lois ont plutôt des motivations politiques, ce qui permet à Justinien d’éliminer des ennemis politiques, de confisquer leurs propriétés, alors qu'elles n'ont aucun effet sur l'homosexualité au sein de la population. La seconde raison, plus fondamentale, est l’extension du Christianisme dans la société romaine, qui reprend le paradigme chrétien voulant que la sexualité doit servir exclusivement à la reproduction. Enfin, on invoque la pression reproductrice sur les individus à cause des épidémies, associée au stoïcisme de l'empire.
Jusqu’en 333, il n'y a pas de doctrine commune au sein du christianisme concernant l’homosexualité, bien qu'auparavant saint Paul critique l’homosexualité comme contre nature dans l'Épitre aux Romains. Peu à peu, les clercs croient en une série de textes condamnant l’homosexualité et la sexualité en général dans les termes les plus énergiques, luttant contre ce qui auparavant n'est pas perçu comme un problème. En certaines occasions, les pratiques homosexuelles se voient à l’intérieur de l’Église bien que la doctrine chrétienne soit contre cette forme de sexualité. Ces relations touchent également des membres éminents de l’église primitive. Par ailleurs, l’homosexualité est associée à l’hérésie, non seulement pour des raisons politiques, mais aussi en raison de rituels de certains agnostiques ou du manichéisme, qui, selon saint Augustin, pratiquent des rites homosexuels.

### Wisigoths

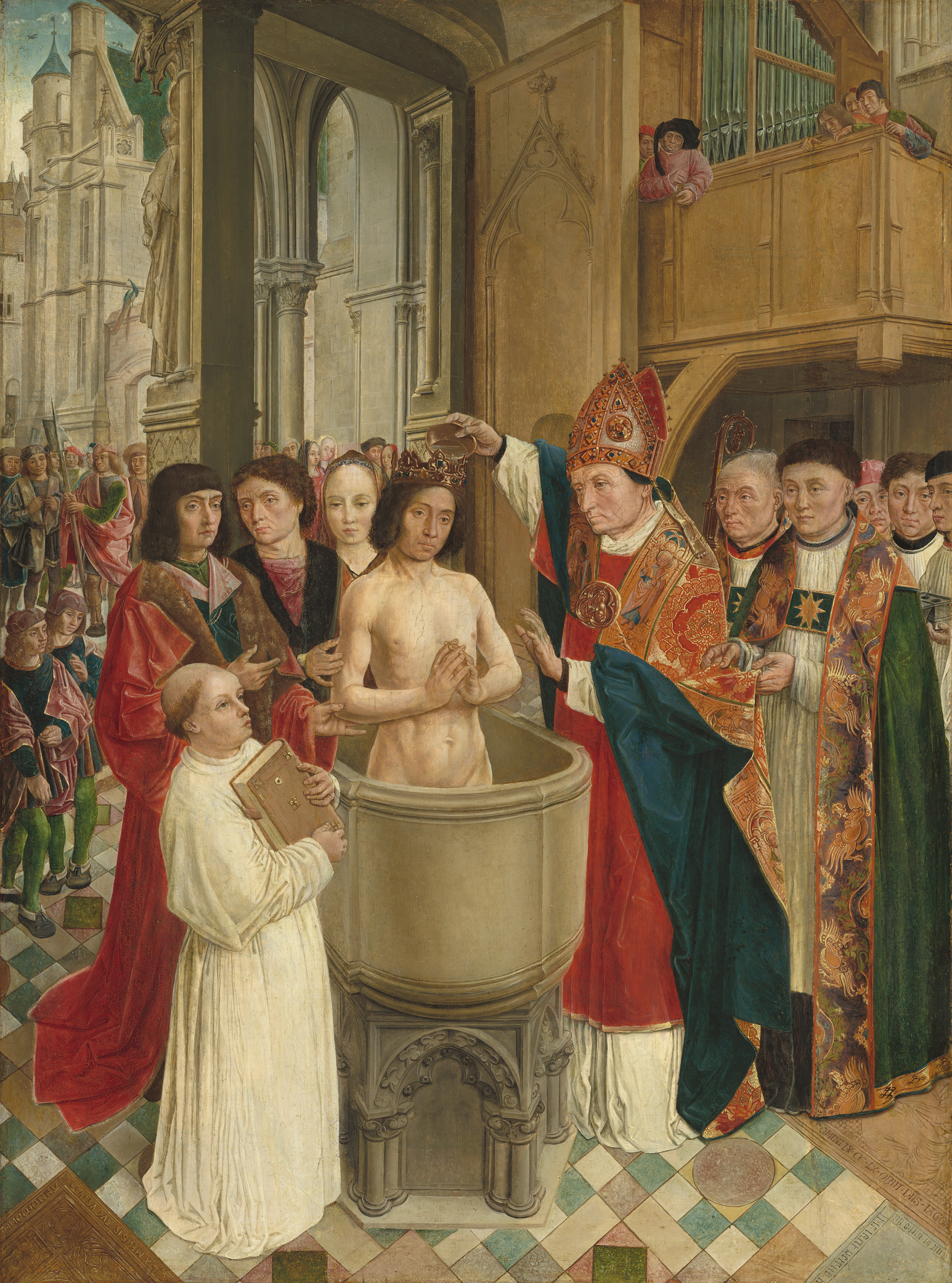
Baptême de Clovis Ier.

Les peuples germaniques dénigrent l’homosexualité passive et les femmes, qui, pour eux, sont du même niveau que les «imbéciles» et les esclaves; ils glorifient la camaraderie guerrière entre hommes. Sans doute, dans les pays scandinaves il y a des récits de grands-prêtres travestis et efféminés et les dieux nordiques, les Ases, incluant Thor et Odin, cherchant les connaissances secrètes en buvant le sperme.
Durant le Haut Moyen Âge, les attitudes envers l’homosexualité à l’époque romaine se transforment en profondeur. Sont connus des cas clairs d’homosexualité qui, bien que n’étant pas acceptés, n’en subissent pas de conséquences. C’est le cas du roi des francs saliens, Clovis Ier, qui, au Ve siècle, le jour de son baptême, confesse des relations avec des hommes, ou encore Alcuin d’York, le poète anglo-saxon du VIIIe siècle qui écrit vers et lettres homoérotiques. Mais peu à peu la morale chrétienne, plus attachée à la sexualité et basée sur l’idée juive que le sexe est exclusivement pour la reproduction, se convertit en un code complexe de droit canonique qui influence fortement la législation en vigueur.
L’une des premières législations qui considèrent l’homosexualité comme un crime en Europe est le Liber Iudiciorum (ou Lex Visigothorum), promulgué au VIIe siècle. La loi wisigoth comprend un code (L. 3,5,6) punissant ladite sodomie par l’exil et la castration. En plus de la sodomie sont inclus tous les crimes sexuels considérés contre nature, dont l’homosexualité masculine, le sexe anal (hétérosexuel et homosexuel) et la zoophilie. Le lesbianisme est considéré « sodomie » uniquement s’il inclut des instruments phalliques.
Le roi Chindaswinthe (642-653) impose à l’homosexualité une peine de castration. Cette peine est inconnue dans la législation wisigothe, sauf pour les juifs qui pratiquent la circoncision. En plus d’imposer la castration, l’inculpé est livré à l’évêque local pour être banni. S’il est marié, le mariage est annulé, la dot est dévolue à la femme et les biens répartis entre les héritiers.
En 693, Égica ordonne aux évêques de reconsidérer la question de l’homosexualité. Réunis au XVIe Concile de Tolède la même année, les prélats « brûlant du zèle du Seigneur » affirment qu’il est bien connu que « beaucoup d’hommes » sont infectés par le « mal de la sodomie ».
« [...] Puisque cette funeste pratique et le vice du pécheur sodomite parait avoir infecté plusieurs, nous, pour extirper la coutume de cette pratique honteuse [...], tous d’un commun accord, sanctionnons que tous ceux qui apparaissent exécuter une action aussi criminelle, et tous ceux qui se trouvent mêlés à ces errements faits contre nature, hommes avec hommes, commettant cette erreur, ce quelqu’un fût-il évêque, prêtre ou diacre, seront condamnés à l’exil perpétuel, si à d’autres personnes de quelque ordre ou grade se trouvent impliquées dans ces crimes si outrageants, subiront [...], corrigés avec cent coups de fouet et la tonsure, le bannissement à vie [...] ». Face à l’expansion du mal, les évêques confirment le sévère châtiment ordonné par Chindaswinthe, ajoutant cent coups de fouet ainsi que le rasage complet de la tête. De plus, l’exil doit être à perpétuité. Le concile renonce également à ce que l’homosexualité soit autorisée entre évêques, prêtres et diacres, mais décrète plutôt des peines beaucoup plus légères dans ces cas : les coupables doivent être simplement sécularisés et destitués. Plus tard, Égica étend au clergé la peine de castration et les autres peines imposées par le concile aux laïcs.

### Période musulmane
La civilisation d’Al-Andalus est plus tolérante en matière de sexualité, au contraire de ses voisins chrétiens au nord, à l’exception de l’intervalle créé par les Almoravides et les Almohades. Périodiquement, le Coran interdit l’homosexualité, pouvant même être puni de la peine de mort, mais les sociétés musulmanes, de la péninsule Ibérique comme dans le reste du monde musulman, ne suivent pas cette règle. Dans la Risala fi-l-Fiqh, un compendium de droit islamique élaboré par Ibn Abî Zayd Al-Qayrawânî, faqîh de l’école du malikisme, établit que l’homme qui est étendu avec un homme majeur et consentant, provoquera la lapidation des deux hommes.
De grands hommes d'État comme Abd al-Rahman III, Al-Hakam II, Hicham II et Al Mutamid ibn Abbad ont de jeunes hommes pour amants. Au point que, pour assurer sa descendance, on a déguisé une jeune femme en garçon pour séduire Al-Hakam II. Ces coutumes s'étendent à la noblesse et aux classes élevées. Pour se faire une idée du contexte, Abdelwahab Bouhdiba décrit la situation suivante dans son livre La Sexualité dans l'Islam. Aux alentours de Cordoue, dans les grands jardins appartenant aux palais et aux grands propriétaires, et même aux monastères chrétiens, se jouent des pièces de théâtre, des chants et des danses. Lors de ces fêtes, une forme libérée de sexualité, tant hétérosexuelle qu'homosexuelle, règne, parfois avec la présence de prostitués des deux sexes. De fait, à une époque, la prostitution masculine est réputée mieux payée que la féminine.
Des textes condamnent aussi l'homosexualité et Ahmad al-Tifachi dans son Nuzhat-al-Albab (Les Délices des cœurs) raconte que les hommes qui cherchent d'autres hommes de leur âge ont la vie courte, étant donné qu'ils risquent le vol et l'assassinat. Les contes inclus dans le Nuzhat-al-Albab peuvent amener à penser que l'attitude de la société islamique envers l'homosexualité peut être alternativement positive, négative ou neutre. Selon Colin Spencer, les trois attitudes différentes ont pu coexister à la même époque.
Le lesbianisme est également répandu, surtout dans les harems, bien que les relations demeurent gardées secrètes, pour éviter qu'elles ne soient récupérées dans des intrigues politiques. Quelques femmes privilégiées d'Al-Ándalus ont accès à l'éducation et il existe deux anthologies modernes de poésie écrites par des femmes,, dans lesquelles l'amour entre femmes est traité comme allant de soi.

#### Poésie homoérotique
La documentation qui concerne l’homosexualité durant cette période est plutôt rare. La plus grande partie de l’information provient de la Poésie homoérotique hispano-arabe, qui est populaire comme ses équivalents du Proche-Orient. Cette poésie est redécouverte en Occident dans les années 1920, avec la publication de l’étude sur les Poèmes arabo-andalous de Emilio García Gómez.
Cette poésie est habituellement destinée à de jeunes imberbes de classes inférieures, esclaves ou chrétiens, dont la beauté et la grâce sont louées en vers, encore qu’il existe plusieurs cas de poèmes dédiés entre hommes adultes. Les jeunes hommes ont l'habitude de s'appeler gacela (« gazelle ») ou corzo (« biche ») et portent souvent un duvet de barbe, ce que les éphèbes considèrent comme le summum de la beauté.
Parmi les poètes, soulignons Ibn Hazm et son livre Collier de la colombe, dans lequel sont regroupés poèmes et anecdotes sur les amours tantôt hétérosexuelles tantôt homosexuelles de l’auteur et de ses contemporains. Le livre permet d’entrevoir les habitudes amoureuses dans les cours et dans l’aristocratie andalouse.
D’autres poètes importants sont le roi de Séville Al Mutamid ibn Abbad, Ibn Quzman, Ibn Sara As-Santariní, Ibn Sahl de Séville et Marŷ al-Kuḥl.

Par exemple, voici un poème de Muhammad ibn Hani, traduit en espagnol en 1997: 

« Mujer, no me injuries.
Ni Hind ni Zaynab me seducen.
Siento inclinación, en cambio, por un corzo
cuyas cualidades todos anhelan:
no teme la menstruación,
no sufre embarazo
ni ante mí se vela. »

— Ibn Hāni' Al-Andalusī
Après la découverte de la splendeur médiévale de la culture juive, grâce aux études de Hayyim Schirmann et de Norman Roth, l’homoérotisme et l’homosexualité trouve une grande importance dans la société juive de l’époque. La culture juive ibérique est à son apogée durant le IXe siècle dans le taïfa de Grenade, époque où l’homosexualité s’étend à tel point dans l’aristocratie qu’il est possible de dire que c’est alors quelque chose d’habituel. De fait, dans la culture chrétienne entre le XIIIe siècle et le XVIIe siècle, le judaïsme est assimilé à la perversion sexuelle et l’homosexualité, comme en témoigne la poésie satirique de l’époque.
La poésie homoérotique hispano-hébraïque est peu connue car elle est diffusée surtout en hébreu, une petite partie étant traduite. Les auteurs, qui déclament leurs amours autant aux garçons qu’aux hommes adultes, se trouvent parmi les dirigeants de la communauté ou des rabbins comme Salomon ibn Gabirol, Samuel ibn Nagrela, Moïse ibn Ezra et Juda Halevi.

### Moyen Âge chrétien

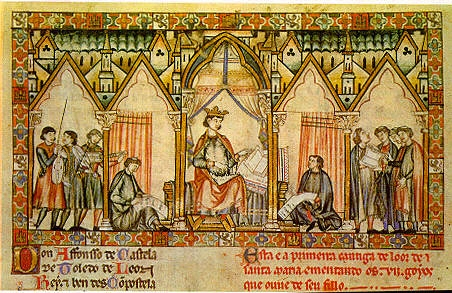
Alphonse X et les Sept Parties.

La Reconquista réintroduit la morale chrétienne dans la société espagnole, cependant jusqu’à l’arrivée des rois catholiques règne une tolérance relative, surtout au sein des classes aisées. Paradoxalement, tandis que les musulmans du XIIe siècle critiquent l’affection du clergé chrétien pour la sodomie, la culture chrétienne considère les musulmans du Sud comme faibles et dégénérés, prenant pour exemple l’usage de prisonniers chrétiens comme esclaves sexuels. L’exemple le plus connu est le martyre de saint Pélage de Cordoue qui est exécuté après avoir résisté aux avances du calife Abd al-Rahman III.
La société, auparavant relativement libérale, commence à se modifier au XIIe siècle. Saint Raymond de Peñafort définit le terme « contre nature » et dit que toute pratique sexuelle qui ne se réalise pas entre un homme et une femme avec l’usage des organes appropriés « doit être rejetée et, sinon châtiée, doit être condamnée sévèrement comme un péché. » Comment alors à être confondues l’usure, l’hérésie, le judaïsme et la sodomie et apparaissent entre 1250 et 1300 les premières lois condamnant la sodomie à la peine de mort dans presque toute l’Europe. Peu d’éléments démontrent que ces lois sont appliquées à grande échelle mais elles servent comme arme politique.
Les uniques évidences connues se trouvent dans le royaume de Navarre. En 1290, à Arguedas, est brûlé un Maure pour avoir «avoir couché avec les autres». En 1345, Juce Abolfaςa et Simuel Nahamán, deux juifs d’Olite sont brûlés pour avoir commis le péché sodomite. Ils sont faits prisonniers et torturés pour qu’ils avouent, accompagnés au bûcher par un cortège de 20 personnes et un musicien jouant de la buisine. En 1346 Pascoal de Rojas est brûlé à Tudela pour «hérésie avec son corps». On raconte également un cas survenu en 1373 d’un domestique découvert en délit de sodomie avec un autre domestique
Au XIIIe siècle, les Sept Parties d’Alphonse X le Sage appliquent la peine de meurtre aux « péchés contre nature », incorporant les éléments du Code de Justinien qui, comme mentionné plus tôt, condamne l’homosexualité.
« La sodomie disent-ils le péché que commettent les hommes couchant les uns avec les autres, contre nature et coutume naturelle. Et pourquoi un tel péché naît chez tant de mâles sur Terre, et c’est une chose qui beaucoup chagrine Dieu avec le […]. Demandons ici pénitence […] et qui peut l’accuser, et avant qui. Et punition méritent ceux qui le commettent ou y consentent.
Loi I. Prend le nom de péché dit de sodomie, quand des mâles en provient. Sodome et Gomorrhe étaient des villes antiques peuplée de plusieurs hommes, et si grande fut la méchanceté des hommes qui vivaient entre eux parce que ce péché est contre nature, qui fait horreur à Dieu notre seigneur, de façon qui enfonce ces deux villes et les populations qui y habitent […] Et de cette ville de Sodome, cette merveille tombée dans ce péché qui a pour nom la sodomie, que Dieu […] Et se doit de préserver tout homme de se donner à l’erreur, puisque naissent de beaucoup d’hommes, injure et diffamation, autant que celui qui le fait […] pour de telles erreurs choque Dieux notre seigneur sur la Terre, famine et pestilence, et tourments, et les autres hommes si nombreux qu’on ne pourrait les compter.

Titre XXI

Loi II. Qui peut accuser ceux qui commettent le péché sodomite, et avant qui, et qui mérite la peine celui qui le fait et celui qui consent. Chacun du peuple peut accuser les hommes qui sont dans le péché contre nature, et ces charges peuvent être produites devant juge contre ceux qui font de telles erreurs. Et fût-ce prouvé vous devez mourir, aussi bien celui qui le fait que celui qui y consent […] fusses-tu ende, si quelqu’un parmi ceux qui obéissent à le faire par la force, ou fût-il mineur de quatorze ans […] ne doit pas recevoir de peine, puisque ceux qui sont contraints ne sont pas coupables, et puisque les mineurs ne comprennent pas cela est une grave faute que celle qu’ils sont contraints de faire. Cette même peine doit être imposée à tout homme ou toute femme qui joue avec la bête, doit de plus tuer la bête pour atténuer le souvenir de la faute.»|Septième partie, titre XXI. «De ceux qui commettent le péché de luxure contre nature»
Gregorio López, éd. Las Siete Partidas, tome 3, 1555, page 72. Archivo General Indias »
Un exemple de l’emploi de l’homosexualité comme arme politique est le procès contre Pons V d'Empúries qui est l’objet de la colère de Jacques II d'Aragon le Juste lorsqu’il refuse d’agir contre les templiers, qui à leur tour avaient été détruits par le roi Philippe IV de France (le Bel), avec le consentement du Pape, grâce à des accusations d’hérésie et de sodomie. Le procès contre l’ordre du Temple est le premier de cette nature dans l’Europe chrétienne.
L’un des premiers homosexuels connus dans les royaumes chrétiens est l’infant don Jacques d'Aragon, fils de Jacques II d’Aragon. Depuis l’enfance, il est prévu que l’infant épouse Éléonore de Castille, fille du roi Alphonse XI de Castille, le Justicier. Toutefois, en 1319, l’infant fait part à son père qu’il renonce à la Couronne et à se marier et qu’il se destine à la vie religieuse. Après moult discussions, on réussit à le convaincre et il se marie à Gandesa le 18 octobre 1319 avec Éléonore. Cependant, à la fin de la cérémonie, don Jacques renonce à la couronne à la Cour générale d’Aragon convoquée à Tarragone en faveur de son frère Alphonse IV le Bénin et le 23 décembre de la même année entre au monastère des moines mineurs. L’histoire ne lui pardonne pas cette décision et le dépeint comme un libertin irresponsable, malhonnête et aux idées viles et basses :
« […] il paraît avoir renoncé à la dignité qu’il avait ainsi qu’à la lourde et ennuyeuse charge qu’on attend de lui pour qu’en toute liberté il puisse se livrer à tous genres de vices, selon ce qu’on sait, avec grande indignité non seulement de sa maison et de son sang, mais aussi la religion qu’il avait professée
 -- Anales de la Corona de Aragón, Jerónimo Zurita »

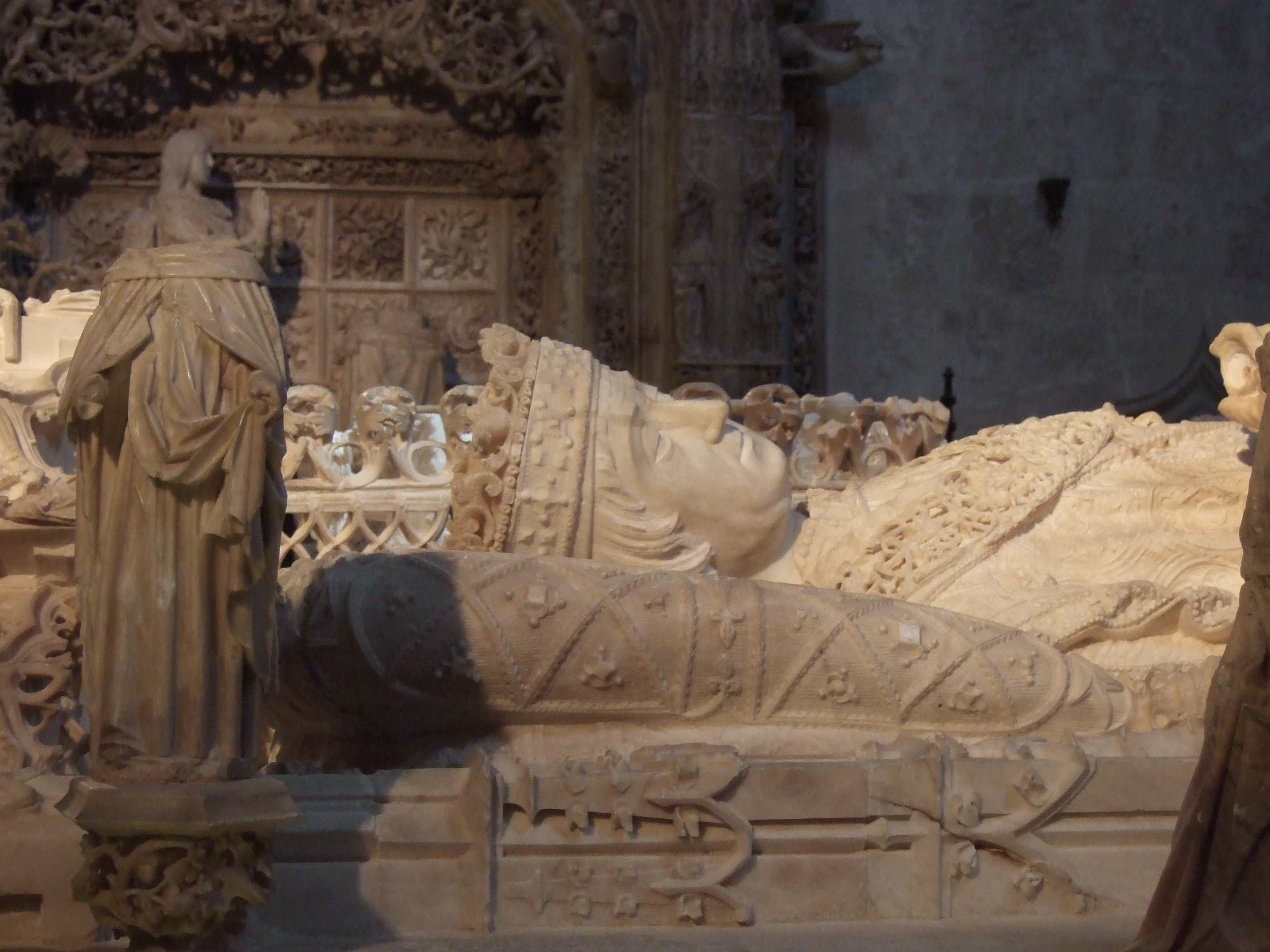
Tombe de Jean II de Castille, XV, à la chartreuse Notre-Dame de Miraflorès, Burgos.

Un autre homosexuel de lignée royale est Jean II de Castille. Sa relation avec son précepteur et protecteur Álvaro de Luna peut avoir été charnelle, comme l’affirme Gregorio Marañón. Don Álvaro, connu pour sa prestance, arrive à avoir une grande influence sur le roi qu’il est nommé connétable de Castille en 1422 en dépit de l’opposition de la noblesse. La relation avec don Álvaro se termine suit aux pressions de la famille et de la noblesse, jusqu’en 1453 à sa condamnation à mort. L’homosexualité du roi paraît avoir été connue, puisque les nobles rebelles le surnomment puto (« pute »), synonyme de sodomite.
Le fils de Jean II, Henri IV de Castille, lui aussi est homosexuel. À l’époque circulent plusieurs rumeurs et critiques sur ses amourettes avec des hommes, par exemple avec Juan Pacheco ou Gómez de Cáceres, il y a même quelques-uns qui fuient la cour pour éviter les avances du roi, comme Miguel de Lucas et Francisco Valdés. En raison de son incapacité à consommer le mariage avec sa première épouse Blanche de Navarre (1424-1464), la rumeur de son impotence se répand au travers de refrains de ménestrels et de chansons osées. Cette situation a d’importantes conséquences historiques puisque lorsque sa seconde épouse, Jeanne de Portugal, devient enceinte, les actions de nobles opposés au roi se refusent à croire que Jeanne de Castille est la fille de Henri et surnomment l’enfant « la Beltraneja », pour Beltrán de la Cueva, présumé amant de la reine, ce qui facilite considérablement l’accession au trône d’Isabelle Ire de Castille la Catholique. De fait, il est détrôné en effigie.
Les exemples de Jacques d’Aragon, de Jean II et d’Henri IV montrent que durant cette époque, en Europe occidentale, l’homosexualité se vit d’une façon relativement libérale. C’est précisément à cette époque que se développement les « rites de fraternisation » (Adelphopoiia ou ordo ad fratres faciendum), contrats entre hommes que John Boswell assimile au mariage, encore qu’il n’existe pas de preuves que cela incluait des relations sexuelles entre les contractants.
«  Nous, Pedro Didaz et Munio Vandiles, contractons et nous lions mutuellement en rapport à la demeure et l’église de Santa María de Ordines, que nous possédons conjointement et où nous partageons les tâches, nous nous chargeons de la visite, de fournir les soins, de décorer et d’entretenir ses équipements, de planter et de construire. De même, nous partageons les tâches d’entretien du jardin et de nous nourrir, nous vêtir et nous soutenir nous-mêmes. Nous convenons de plus qu’aucun de nous de rien à personne sans le consentement de l’autre, en l’honneur de notre amitié, et que nous diviserons à parts égales le fruit de la propriété pour travail égal et nous tiendrons nos efforts pour égaux et avec dignité. Nous continuerons d’être bons amis avec foi et sincérité, et avec les autres personnes nous continuerons d’être autant amis et ennemis tous les jours et toutes les nuits, pour toujours. Et si Pedro meurt avant Munio, il laisse à Munio la propriété et les droits. Et si Munio meurt avant Pedro, il lui laisse la maison et les titres. »

### Époque moderne

#### Droit et société
À partir du XIVe siècle commencent les premières persécutions et exécutions de masse d’homosexuels en Europe, dans des villes comme Venise, Florence, Ratisbonne, Augsbourg et Bâle, avec des procédures qui incluent les dénonciations anonymes et verbales, la torture comme moyen d’obtenir davantage de noms et le châtiment moral et physique, allant jusqu’à la peine de mort. En Castille, les premières exécutions pour sodomie ne se pratiquent probablement pas avant 1495.
Les rois catholiques modifient et renforcent les lois sur la sodomie avec la Pragmatique de 1497, rompant avec la relative permissivité de l’époque. Ils haussent la gravité du crime au niveau de l’hérésie et de la trahison, permettant des «conditions atténuées d’établissement de la preuve» et institutionnalisant la torture systématique y compris pour le clergé et la noblesse.
« Loi I. D. Fernando et Dña Isabel à Medina del Campo le 22 août de 1497. Peine du crime infâme; et procédure d’enquête et de châtiment

Parce qu’entre les péchés et délits qui offensent Dieu notre Seigneur, et qui infâment la Terre, spécialement les crimes commis contre l’ordre naturel, contre ce que les lois et droits se doivent de combattre par le châtiment ce crime infâme, indigne d’être nommé, destructeurs de l’ordre naturel, châtié par le jugement divin, dans lequel la noblesse se perd, et le cœur a peur […] et s’indigne à en affliger l’homme pestilence et autres tourments sur Terre […] et parce que les antes de l’agora ne suffisent pas pour extirper, et tout le châtiment d’un crime si abominable […] et de cesse nous aurons de réfréner une tache et faute aussi maudite […]

Nous ordonnons que toute personne, de quelque statut, condition, éminente ou digne, que ce soit, qui commettra ce crime odieux contre nature, convaincu par quelque preuve, qui selon le droit suffit à prouver le crime d’hérésie ou le crime laesae Majestatis, que soit brûlé dans les flammes du feu au bûcher, et par la Justice à qui il appartient la connaissance et la punition de tel délit […] et sans quelque autre déclaration, tous ses biens saisis meubles comme terres, lesquels bien sûr nous déclarons confisqués, et nous mandatons pour confiscation et application notre Chambre et Fisc […]. Rois catholiques sur le péché infâme.
 -- Archives Générales de Simancas Lég. 1, num. 4; Titre XXX. De la sodomie et de la bestialité »
Philippe II d’Espagne empire la situation avec sa Pragmatique de 1592, dans laquelle, quoique n’aggrave pas les peines, réduit les exigences de preuve requises pour l’instruction; à partir de ce moment, un témoin suffit.
« D. Philippe II à Madrid par la Pragmatique de 1592. Preuve privilégiée de crime infâme pour l’imposition de la peine commune.
Par très justes causes au service de Dieu […] à la bonne exécution de notre Justice Réelle, désirant extirper de ces royaumes l’abominable et odieux péché contre nature, que ceux qui le commettent soient punis […] sans que puissent éviter ni excuser de la peine établie par le Droit, les lois et les Pragmatiques de ces royaumes de n’être suffisant pour prouver ledit crime de ne procéder que par production de témoins répondants attendu un si grand mal et abomination et par nature de très difficile preuve;
nous ordonnons, qu’en notre Conseil conféré et s’agissant sur la solution juridique qui peut fournir, pour que ceux qui les commettent soient punis, bien que ledit ne puisse être prouvé par des témoins, sinon par d’autres moyens établis et approuvés en Droit, desquels peut se révéler assez probant pour pouvoir s’imposer en la peine ordinaire […]
nous ordonnons que le péché est prouvé par trois témoins singuliers majeurs quoique chacun d’eux demeure un acte particulier et distinct, ou par quatre, bien qu’ils participent au délit, ou souffrent d’autres fautes quelconques qui ne soient pas d’inimitié capitale, ou pour les trois, bien que subissant la faute, y ayant été également participants […] se tienne pour preuve suffisante; et laquelle se juge […] de la même manière que si elle était prouvée avec des témoins répondants, qui déposent du même fait.
 -- Novísima recopilación des Lois d’Espagne, Livre XII, Titre XXX (loi 2. tit. 221, liv. 8 R) »
Ces sentences sont prononcées autant par la cour de Madrid que par des cours municipales comme à Malaga ou Séville. Par exemple entre 1567 et 1616 à Séville sont envoyées au bûcher 71 personnes pour sodomie. En général, les cours d’Aragon et d’Andalousie sont plus souples qu’en Castille en matière de persécution de l’homosexualité. Il y a d’ailleurs des indices d’un ghetto à Valence.
Au cours du XVIe siècle, les quelques cas de femmes lesbiennes moralistes (par exemple Antonio Gómez) indiquent que la sodomie entre femmes au moyen d’un objet est punissable du bûcher, encoré que l’absence d’objet est considérée comme une circonstance atténuante qui rend inutile la peine de mort. Toutefois, peu nombreux sont les cas connus de sodomie entre femmes sans l’usage d’objet. Un cas célèbre est celui de Catalina de Belunza y Mariche, accusées de sodomie par le procureur général de Saint-Sébastien et acquittées en appel par le tribunal suprême inquisiteur de Madrid.
« […] se pénétrer comme s’il y avait un homme et une femme dénudés, dans le lit, s'enlaçant et s'embrassant, l’une dans le ventre ou la panse de l’autre, un crime qui est perpétré en de nombreuses et diverses occasions.
-- Accusation du procureur général de Saint-Sébastien dans l’affaire Catalina de Belunza et Mariche »
Durant la Renaissance européenne et les Lumières, hommes et femmes passent une grande partie de leur vie séparés de l'autre sexe, ce qui facilite les relations affectives entre personnes du même sexe. Bien qu'on puisse voir tous types de liens et de relations, une majorité paraissent être entre jeunes et hommes mûrs. Les procès pour sodomie impliquent des personnes effrayées et qui n’identifient pas la sodomie avec ce qu'ils font. De fait, plusieurs défendent véhément leurs actes, affirmant qu’ils sont des plus courants. Les relations se déroulent souvent dans des bains publics et des auberges. À Madrid, environ 70 % des accusés de sodomie sont surpris dans les parcs ou bains publics, étant les endroits du Paseo de la Castellana les plus fréquentées. Du reste, la majorité sont des hommes qui partagent un même logement.
Dans toute l’Europe les relations homosexuelles sont souvent masquées en amitiés. Ce type d’amitié idéalisée, décrite par Montaigne dans ses Essais est très différente de l’image moderne du même terme. Cette amitié, qui se donne surtout dans les classes élevées de la société et dans les cours royales et papales, se décrit avec les mêmes caractères que l’amour et s’entretient dans les jeux des intrigues politiques et de pouvoir. En Espagne, Gaspar de Guzmán ordonne que soient éliminées les serrures dans les dortoirs du palais royal de Madrid pour que les inspecteurs puissent s'assurer que personne ne commette d’actes homosexuels parmi les centaines de serviteurs et fonctionnaires.
Le lesbianisme est aussi connu en Europe et en partie, surtout entre les femmes plus cultivées et de classes sociales plus élevées, suivant les modèles de l’amitié homosexuelle masculine. Dans les couches sociales plus humbles, il est courant que les femmes vivent seules en groupes avec d’autres femmes, surtout les plus pauvres, ou dans des résidences de nobles, où les servantes dorment souvent en groupes divers, incluant la dame de la maison et les dames de compagnie. Ce type de situation permet une grande intimité entre femmes. Il y a également des indications de rapports entre femmes chez les prostituées et les prisonnières.

#### Inquisition
L’Inquisition médiévale persécute les homosexuels, pour délit qui se nomme sodomie et qui, suivant la pensée de l’époque, représente le crime contre la moralité par excellence. En Espagne, le crime est puni de la castration ou de la lapidation.
Avec la création de l’Inquisition espagnole et les changements sociaux et politiques introduits par les Rois catholiques, la condamnation pour sodomie est le bûcher et la confiscation des propriétés dans les cas plus graves et aux galères, au fouet, à l’exil, à la réclusion à l’amende et aux travaux forcés dans les cas moins graves. La torture est employée lors des interrogatoires, sauf pour les moins de 20 ans. Entre 1566 et 1620 sont torturés un minimum de 851 accusés, sur un total de 3 661. La nouvelle Inquisition continue de juger pour sodomie jusqu’en 1509, alors que la Suprema ordonne que le crime doit être persécuté seulement lorsqu’il y a indice d’hérésie. En conséquence, l’Inquisition de Castille cesse de traiter le crime sauf quelques exceptions. toutefois, l’Inquisition de la Couronne d'Aragon, à l’exception de Majorque et de la Sicile, grâce à une bulle papale concédée le 14 février 1524 par Clément VII, retournant au principe de sodomie comme faute indépendante de sa relation avec l’hérésie. L’Inquisition aragonaise préserve ces pouvoirs y compris devant les protestations élevées par les cours de Monzón en 1533. Dans le cas des esclaves, ils sont néanmoins condamnés à l’exil, même lorsqu’ils sont déclarés innocents.
Les tribunaux aragonais sont plus stricts avec les « sodomites », ce qui comprend tant les hommes que les femmes. Le péché de sodomie comprend le sexe anal, tant homosexuel qu’hétérosexuel, la bestialité et la pénétration des femmes avec des objets. Les gens jugés pour sodomie, au contraire des personnes reconnues coupables de bestialité, qui sont souvent pauvres et ignorantes, sont néanmoins des membres du clergé et des personnes de haute société, traitées avec davantage de clémence. Plusieurs des actes sont commis contre des adolescents et la plupart des accusés sont des étrangers, italiens ou français, ou des curés venus des autres régions du pays. Dans le royaume d’Aragon, les jugements doivent tenir compte du droit local, ce qui fait que les noms des personnes impliquées sont publiques et que les cas d’innoncentements sont fréquents.
Aux tribunaux de Barcelone, de Valence et de Saragosse, 12 % des personnes jugées par l’Inquisition sont condamnées à mort par le bûcher; le nombre de jugements est de quelques milliers entre 1570 et 1630. Celui de Saragosse est particulièrement sévère et entre 1571 et 1579 y sont jugées 543 personnes pour sodomie, dont 102 exécutées. À Valence, de 1566 à 1775 sont jugées au total 359 personnes, desquelles 37 sont relâchées 50 condamnées aux galères, 60 au fouet, 67 à l’exil, 17 à la réclusion, 17 à l’amende, 10 aux travaux forcés et dans 62 cas, le procès est suspendu ou l’accusé est absous.

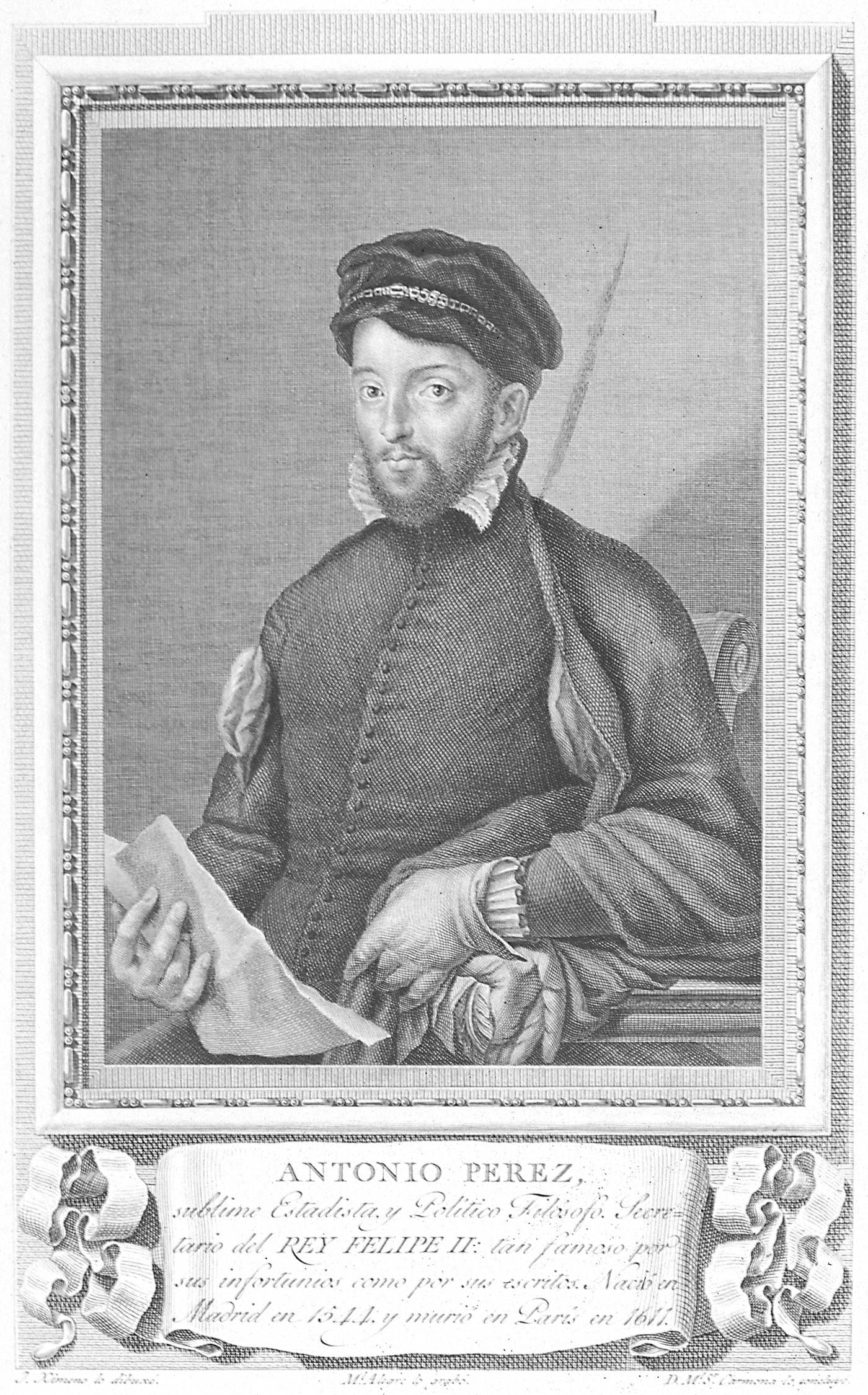
Antonio Pérez, sur une gravure de 1791 (Bibliothèque nationale d’Espagne, Madrid).

Le cas le plus retentissant est celui de Pedro Luis Garcerán de Borja, marquis de Navarre, fils du duc de Gandie, frère de saint François Borgia et grand maître de l’ordre de Montesa, qui est arrêté, accusé et déclaré coupable en 1572 par le tribunal de Valence. Il apparaît que Pedro Luis Garceran de Borja est amoureux quelque peu avant de Martín de Castro, une crapule s’adonnant à la prostitution et au proxénétisme, aussi bien avec les hommes qu’avec les femmes, et qu’il est surpris au lit avec le comte de Ribagorce, Jean II de Ribagorce d’Aragon. Martín de Castro, avant d’être exécuté en 1574, dénonce Pedro Luis Garceran de Borja, livrant des détails scabreux et démontrant sa nature peu scrupuleuse. Garceran de Borja, qui est vice-roi et capitaine général des royaumes de Tlemcen, Tunisie, Oran et Mers el-Kébir, se voit compromis par la crise interne qui agite l’ordre de Montesa, divisée en factions, et pour les inimitiés créées par la promotion de favoris. Philippe II d’Espagne, qui est consulté par l’Inquisition quant à l’opportunité du jugement, décide d’utiliser le procès pour donner une leçon à la noblesse lévantique, neutralisant l’alliance des Borja avec la famille royale portugaise. Garcerán de Borja est condamné à 10 ans de réclusion au couvent de Montesa et à un amende de 6 000 ducats, à raison de 1 000 ducats par année. Néanmoins, déjà en 1583, Garceran de Borja, après quelques disputes quant à la succession du grand maître à l’ordre de Montesa, s’attire la sympathie du roi et négocie le rattachement à la Couronne du dernier ordre encore indépendant. En retour, il obtient la Commission de Calatrava et en 1591 est nommé vice-roi de Catalogne, décédé en 1592.
Une autre cas important, aux conséquences historiques importantes, est celui d’Antonio Pérez, ministre de Philippe II. Antonio Pérez, connu comme le « beau garçon » à Madrid, devient apprécié du roi grâce à l’influence de Rui Gomes da Silva, prince d’Eboli, son amant. Après être tombé en disgrâce auprès du roi, Pérez se réfugie en Aragon, où l’Inquisition l’accuse, entre autres, de sodomie. L’accusation est confirmée en 1591 par l’Inquisition de Madrid, qui interroge et torture le page Antón Añón jusqu’à la mort. D’autres cas célèbres de l’époque incluent Antonio Manrique, le prince d’Ascoli, Fernando de Vera y Vargas, corregidor de Murcie, Luis de Roda, Vicente de Miranda et Diego López de Zúñiga, recteur de l’université de Salamanque.

#### Homosexualité dans l’art
Par ailleurs, c’est également l’époque de la Renaissance alors qu’est redécouvert l’héritage grec et romain. L’homoérotisme et les histoires à contenu homosexuel, comme celles de Ganymède et de Zeus ou celles d’Apollon et de Hyacinthe, arrivent depuis l’Italie par des artistes hétérosexuels ou homosexuels tels Léonard de Vinci, Michel-Ange, Benvenuto Cellini, Le Caravage ou Giovanni Antonio Bazzi, dit le Sodoma.
L’association entre Italien et sodomite est une constante du siècle d'or espagnol et persiste jusqu’au XXe siècle, alors que Gregorio Marañón impute l’homosexualité d’Antonio Pérez à son passé en Italie. Comme l’exprime Luis de Góngora : « Que les Génois et le Tage
par n’importe quel œil entrent bien »
Dans la littérature du siècle d’Or abondent également les moqueries, les plaisanteries et les attaques contre les sodomites Par exemple, quelques lignes de Francisco de Quevedo y Villegas :
« Ultime disgrâce : Finalement, tant de disgrâce est le postérieur qui étant de tous les membres du corps qui se sont reposés et se reposent plusieurs fois, les yeux du visage réjoui du beau, le nez des bonnes odeurs, la bouche de la saveur et du baiser de l’amant, la langue batifolante entre les dents, charme avec le rire, conversant et prodigue une fois qu’il aima se reposer le pauvre cul ils le brûlent Gracias y desgracias del ojo del culo --- Francisco de Quevedo y Villegas »
Le monde du théâtre est particulièrement suspect. Les œuvres traitent des thèmes contraires aux bonnes manières, où les hommes et les femmes s’habillent avec des vêtements et agissent comme le sexe opposé, comme dans le cas de l'œuvre Le palais honteux de Tirso de Molina, où le personnage de Serafina recherche l’amour autant des hommes que des femmes. Sont nombreuses les œuvres où des femmes se vêtent comme des hommes pour bénéficier des privilèges réservés à la gent masculine. Tout au long des XVIe et XVIIe siècles, plusieurs lois sont édictées afin de freiner ces excès et exigent, par exemple, que les directeurs s’informent de l’état civil des acteurs, que les épouses des acteurs mariés assistent aux représentations, que les rôles des femmes soient joués par des garçons ou par des femmes, que les hommes ne soient pas costumés en femmes, et ainsi de suite.
La pression sociale et les conséquences légales amènent de nombreux homosexuels à cacher leur orientation.
À propos de Miguel de Cervantes, Daniel Eisenberg, analysant son œuvre, conclut qu’il n’est pas homosexuel, bien que non plus hétérosexuel, dans leurs acceptions contemporaines. Il pourrait être qualifié de bisexuel, bien que ces termes ne sont pas usités à l’époque.

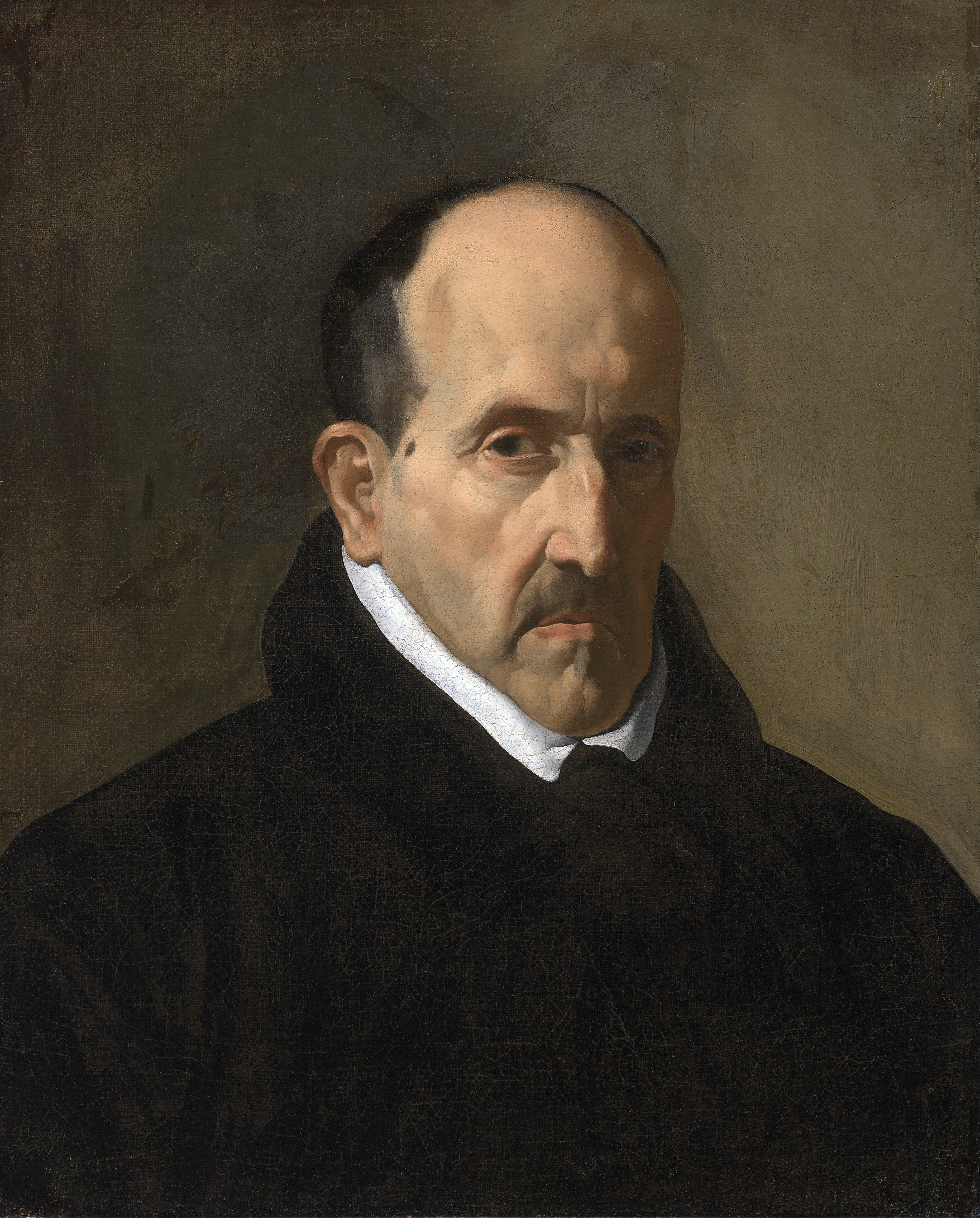
Góngora fait l’objet de plusieurs rumeurs à Madrid.

À Madrid, plusieurs potins circulent à propos de Luis de Góngora. Sa poésie comporte plusieurs descriptions de la beauté masculine.
« Contre don Luis de Góngora et sa poésie

Ce cyclope, non sicilien, 

Du microcosme, oui, orbe dernier ;

Ce visage antipode dont la zone

Hémisphère se divise en terme italien ;

Ce cercle vivant en tout plan

Lequel, étant seulement zéro, 

Multiplie et partage entièrement

Tout bon comptable vénitien ;

Le minocule oui, mais visage aveugle ;

La fente velue d’une toison 

Ce sommet du vice et de l’insulte ;
Ceci, où aujourd'hui les pets sont sirènes, 

Ceci est le cul, chez Góngora et chez l'homme cultivé, 

Qu’un bougre reconnaîtrait à peine.
— Francisco de Quevedo y Villegas »
En ce qui a trait à Juan de Tassis, comte de Villamediana et ami de Góngora, les historiens Narciso Alonso Cortés et Gregorio Marañón indiquent qu’il y a un procès post mortem pour sodomie, présent dans la documentation auparavant disponible dans les Archives générales de Simancas, mais aujourd’hui disparu. Fernando Bruquetas de Castro, dans son livre Reyes que amaron como reinas (Les rois qui aiment comme les reines), arrive à la conclusion que l’assassinat de Villamediana peut être dû au fait qu’il en sait trop sur les velléités de l’homosexualité de Philippe IV d'Espagne. Son assassinat mystérieux déclenche une persécution des homosexuels dans les cercles proches. Le premier est le fils du comte de Benavente, dénoncé par Diego Enríquez, un parent, par jalousie les deux étant prétendants du même homme. D’autres sont Luis de Córdoba, fils aîné du comte de Cabra exécuté au lacet étrangleur, et Diego Gaytán de Vargas, procureur de Cortes près de Salamanque.
La sœur Juana Inés de la Cruz apparaît elle aussi lesbienne, sur la base des amitiés intenses avec différentes femmes, dont elle exalte la beauté dans sa poésie : « Moi, ainsi, ma bien-aimée Filis, / qui ta divinité révère, / qui ton dédain idolâtre / et qui ta rigueur vénère : […] Être femme au loin / n’est pas obstacle à mon amour; / car sais-tu les cœurs / ignorent la distance et le sexe. ».
La relation entre María de Zayas, romancière, et Ana Caro de Mallén, dramaturge et essayiste. Les deux vivent ensemble à Madrid, gagnant leurs vies comme écrivains, indépendantes de tout homme. Les journaux, lettres et commentaires de contemporains comme Alonso de Castillo Solórzano, et les spécialistes modernes, comme Maroto Camino, amènent à penser qu’elles forment un couple qui exprime son amour tant spirituel que physique.
Parmi les comédiens, de Cosme Perez (es), plus connu sous le nom de Juan Rana, on dit à son époque qu’il est arrêté pour le « péché odieux », puis est libéré. Comme « bouffon d’intermède » il devient célèbre, qu’on écrit 44 œuvres pour lui, dont : El doctor Juan Rana de Luis Quiñones de Benavente, Juan Rana poeta d’Antonio de Solís y Ribadeneyra, Juan Rana mujer de Jerónimo de Cáncer y Velasco (es) ou El triunfo de Juan Rana de Pedro Calderón de la Barca. À partir de ces œuvres on en déduit que l’acteur devait être maniéré et jouer avec l’ambiguïté, ce qui lui amène autant de succès.

#### Transition vers l’époque contemporaine

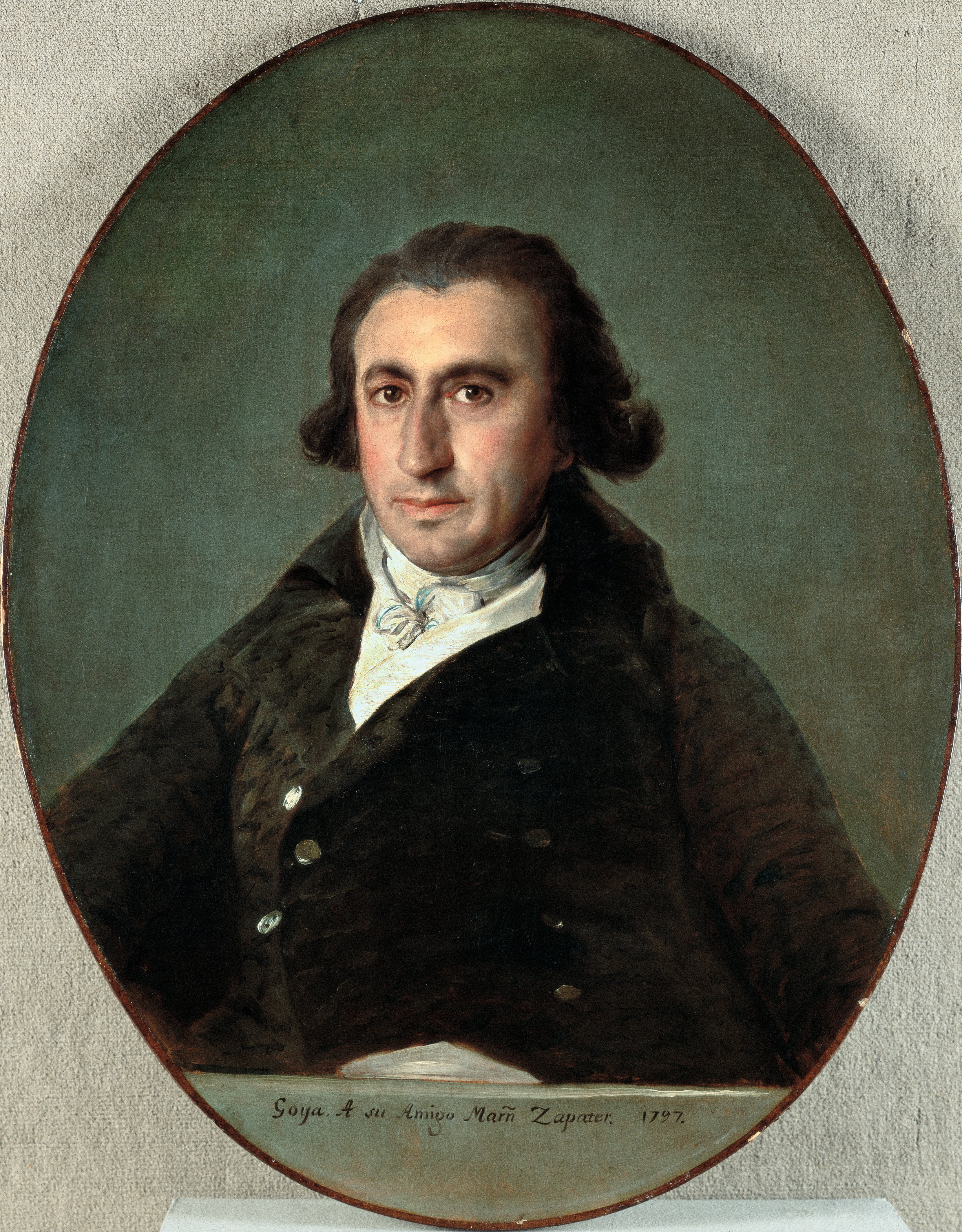
Portait de Goya à son ami Martín Zapater (1797).

La condamnation des homosexuels se poursuit jusqu’à la moitié du XVIIe siècle, après quoi il n’y a plus d’exécutions publiques. Cela s’explique par un changement de la sensibilité de la société espagnole et européenne et par le désir d’éviter la publicité de l’acte sexuel : on préfère envoyer les accusés aux galères ou à l’exil, évitant un autodafé public. À compter du XVIIIe siècle seuls quelques cas importants sont jugés.
Après les années 1630, la politique de châtiment de l’Inquisition se modifie également, le nombre d’arrestations et de condamnations aux galères, la torture et le fouettage diminue et augmente le nombre de bannissements, d’amendes, de travaux forcés et de suspensions. On passe de la politique de réduction par la terreur à l’exclusion pure et simple. Les exils, qui forment 28,8 % des condamnations connues, peuvent être temporaires ou permanentes et réfèrent habituellement au territoire de la juridiction de la cour quoique dans le cas d’étrangers, ils sont expulsés d’Espagne.
Fernando Bruquetas de Castro explique une partie de l’histoire de l'Espagne, en particulier l’ascension de Manuel Godoy et l’invasion française, par l’homosexualité de Charles IV. À l’époque il est de notoriété publique que Godoy est l’amant de la reine Marie-Louise de Bourbon-Parme mais Bruquetas considère que Godoy a également une liaison avec le roi. Ce serait la seule façon d’expliquer les actions et réactions de Charles IV : « […] est gai ou stupide ou les deux ». Cependant, divers historiens comme Juan Balansó ou Emilio Calderón atténuent l’importance de la relation sentimentale entre Godoy et Marie-Louise pour expliquer son ascension.

Le peintre Francisco de Goya peut avoir eu une relation homosexuelle ou homoérotique. Selon l’historienne de l’art Natacha Seseña, ses lettres à son ami intime et comptable Martín révèlent une relation homoérotique,. Quelques lettres demeurées inédites jusqu’en 2004 l’illustrent : 
«  Mon Martín, avec tes lettres tu me troubles… je m’arracherais à aller avec toi car autant que je t’aime et que mon génie il n’est possible de trouver un autre et je crois que ma vie serait puissions-nous être ensemble, chasser, locher et me porter mes vingt-trois réals que j’ai avec paix saine et en ta compagnie me paraîtrait le plus grand bonheur au monde, et en réalité il n’y a d’autre chose que désirer en ce monde avec qui si tu m’écris de cette manière me crèves et me fais passer quelques instants à me parler seul et avec toi des heures (…)  »
« celui qui t’aime plus que tu ne le penses » ou « à toi et encore à toi, ton Paco Goya » sont quelques-unes des expressions qui se trouvent dans ces lettres.

### XIXesiècleet début duXXesiècle
Au début du XIXe siècle se répandent les idées du libéralisme et du panenthéisme venant d’Allemagne et d’autre pays européens. Conséquemment, à partir de 1822, la loi espagnole est modifiée pour retirer la sodomie entre personnes majeures de la liste des crimes. Cette particularité perdure lors des différentes modifications subséquentes apportées au code pénal jusqu’à aujourd’hui, à l’exception de la période franquiste.
En 1901 a lieu en Espagne le premier mariage entre personnes de même sexe dont il demeure trace au registre. Le 8 juin 1901, Marcela et Elisa, deux femmes, se marient à La Corogne alors que l’une d’elles se fait passer pour un homme. Le subterfuge est découvert et elles doivent fuir l’Espagne, ne pouvant trouver d’emploi, en raison du système judiciaire les recherchant pour les juger et des insultes homophobes.

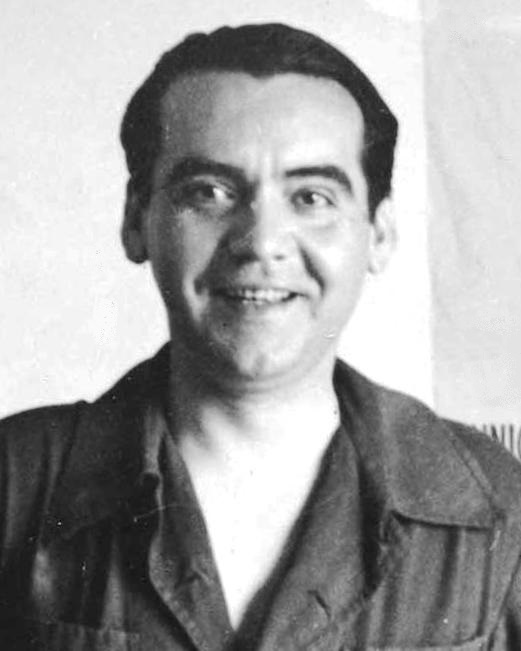
L’écrivain espagnol homosexuel le plus connu est sans doute Federico García Lorca.

Parmi les politiques et dirigeants espagnols du XIXe siècle se trouvent don François d'Assise de Bourbon, roi consort d’Isabelle II de même que Emilio Castelar y Ripoll. L’homosexualité du premier est notoire. Il existe de nombreuses anecdotes à ce propos et à Madrid circulent diverses chansons: 
« Sabayon mignon 
qui est de pastafrola,
urine accroupie, 
comme une dame. – ‘’Anonyme’’ »
L’Homosexualité de Castelar est moins connue, bien que les journaux de l’époque le surnomment la «doña Inés del Tenorio». Bruquetas de Castro relate une tendre histoire d’amour avec José Lázaro Galdiano (es), qui se termine en raison de leur différence d’âge. Vers la fin du XIXe siècle ont lieu des bals relativement publics à Madrid et à Barcelone, comme celui en 1879 à La Alameda, sur la rue Alameda à Madrid, le dernier jour de carnaval, où se présentent «plus de cent sodomites vêtus d’élégantes robes et portant de riches bijoux. Tout ceci disparaît au début du XXe siècle; il est possible que les lois sur les mœurs publiques ont amené les homosexuels à se rencontrer dans des clubs privés et des maisons de particuliers. Les informations sur cette sous-culture parvenant des criminalistes et des médecins, lesquels suivent la pensée des intellectuels de l’époque, hostiles aux homosexuels. Des « baptêmes » d’homosexuels sont célébrés, que Teodoro Yáñez décrit en 1884 ainsi: «[En ces jours déterminés sont admis de nouveaux membres dans le club…] et depuis [sic] d’attester ne pas avoir connu d’homme [sic] avec deux témoins, s’habillant d’une tunique blanche et une couronne d’oranger, se promenant dans l’enceinte, faisant ainsi l’un d’eux la première introduction [sic].». D’autres cérémonies semblables prennent la forme de « mariages » ou de « salles d’accouchement » :
« La cérémonie de la salle d’accouchement est compliquée et varie selon chaque cas. Elle se célèbre dans des lieux de rencontre, quelques-uns célèbres. Apparaît un uraniste en tenue féminine, le ventre bombé, marchant péniblement. Le pseudo médecin et le groupe d’amis et parents, alarmés, l’oblige à s’allonger sur le lit, lui prodiguant tous les soins, le rafraîchissant avec des lingettes humides sur le front et les tempes, survenant enfin, après un long combat simulé et au milieu de grands cris, la mise au monde de la poupée, qui est immédiatement présentée au sénat officieux d’expectants. La joie la plus vive s’exprime dans les visages, le vin coule à flots, la frénésie du désir s’empare enfin du groupe grotesque. ---Bernaldo de Quirós y Llanas Aguilaniedo, La mala vida en Madrid (1901), p. 273 »
Les cabarets et les revues sont des centres majeurs d’immoralité, surtout pendant la mode lascive. Le café-concert permet également le travestissement, par exemple Edmond de Bries, qui crée la chanson Tardes del Ritz d’Alvaro Retana (es) en 1923. Quelques chansons traitent de l’homosexualité, encore que toujours sous forme de dérision et d’humour, comme El peluquero de señoras (Coiffeur pour dames) ou ¡Ay Manolo!, chanté par Mercedes Seros (es),.
« Un poussin de ceux qui portent
Le duvet jusqu’aux pattes
De cette façon parle au coiffeur
Avec un brin de timidité :
Je veux que vous me fassiez une coiffure
Avec la raie au milieu, en deux côtés, 
Qui fusse ainsi du style
De Cléo de Mérode » […]
Il n’y a pas un batteur dans la ville
Qui peigne avec tant de douceur
« À personne jamais je ne laisserai
Aller dans ma tête plus que vous »
Et avec grand amour il lui dit ainsi
rempli de honte : « Que si! »
 --- J. J. Cadenas, El peluquero de señoras »
Plus élégants sont le Café de Levante et le Café del Vapor à Madrid ou dans le quartier Chino à Barcelone. De fait, comme dans les autres pays, il existe une certaine identification de l’aristocratie avec l’homosexualité, par exemple le «Marqués de Bradomín», dans «Estío» de Ramón María Valle Inclán, ou Antonio de Hoyos y Vinent (es).
L’un des pôles de la vie homosexuelle en Espagne dans les années 1920 et 1930 est la résidence d'étudiants de Madrid, qui souscrit à l’Institution libre d'enseignement de Francisco Giner de los Ríos et au krausisme. Quelques étudiants sont des homosexuels notoires, comme c’est le cas de Federico García Lorca. Lorca fait partie du noyau d’homosexuels de la Génération de 27, qui comprend aussi Luis Cernuda, Juan Gil-Albert, Emilio Prados, Vicente Aleixandre et Rafael de León. À ce groupe de poètes devrait s’ajouter le nom de Salvador Dalí.
Dans le domaine du sport, Rafael Rodríguez Rapún, jeune joueur de l'Atlético Madrid, acteur de théâtre de la Barraca et militaire républicain espagnol, compagnon du poète Federico García Lorca, meurt au front pendant la guerre d'Espagne. Il est, selon l'historien irlandais Ian Gibson « le plus profond amour de Lorca ». Il est possible que l'œuvre Sonetos del amor oscuro soit inspirée de cette relation. D'autres sources citent l'écrivain Juan Ramírez de Lucas.

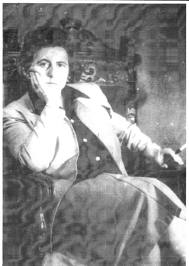
Victorina Durán, fondatrice du Cercle saphique de Madrid.

Il y a également le Cercle saphique de Madrid, lieu de rencontre et de sororité. Peuvent s’y réunir des femmes comme Carmen Conde, Victorina Durán, Matilde Ras, l'écrivaine Elena Fortún, personnalité de la littérature lesbienne contemporaine, la journaliste Irene Polo ou Lucía Sánchez Saornil. Sánchez Saornil est la seule qui ose publier des poèmes homoérotiques. 
À Barcelone, il faut mentionner Anna Maria Martínez Sagi, première femme dirigeante du FC Barcelone, compagne de l'écrivaine Elisabeth Mulder, et la danseuse Carmen Tórtola Valencia.
Quelques livres abordant les thèmes homosexuels sont publiés, la plupart de l’étranger. En 1930, le traducteur Emilio García Gómez publie Poemas arábigo-andaluces (Poèmes arabo-andalous), issus de la tradition homoérotique andalouse, qui contient des illustrations du coït anal. 
Luis Cernuda compose des poèmes homoérotiques dans ses recueils Donde habite el olvido (D’où l’oubli) (1934), El marinero joven (Le Jeune Marin)(1936) et Los placeres prohibidos (Les Plaisirs interdits) (1936), lesquels connaissent un certain succès à l’époque. García Lorca ne peut publier Sonetos del amor oscuro (Sonnets de l’amour obscur), qui demeurent cachés par la famille et finalement publiés en 1984.
L’homosexualité, bien que non criminelle, demeure persécutée et marginalisée par la société espagnole, particulièrement dans les segments plus conservateurs et ultracatholiques de l’Église. L’homophobie est employée par la gauche pour attaquer l’aristocratie et l’église catholique, par exemple son usage dans l’œuvre A.M.D.G. de Ramón Pérez de Ayala, Ellas y ellos o ellos y ellas (Elles et ils ou ils et elles) de Carmen de Burgos ou Las locas de postín d’Álvaro Retana (es). Cependant, ceux qui contribuent le plus à la marginalisation et au rejet des homosexuels sont les médecins. Au cours du XIXe siècle, la criminologie a converti l’homosexuel en un monstre, opinion qu’une large diffusion et l’abandon du fardeau moralisateur atténue sur une longue période au XXe siècle. Au tournant du siècle, en Espagne domine la vision endocrinologique du phénomène, qui sépare les homosexuels en bons (les chastes) et mauvais. Une vision typique des années 1920 dit que « en général, l’homosexualité ne s’observe pas plus que chez les individus tarés du point de vue psychopatique ou biologique ». Le plus représentatif de ce type de position est Gregorio Marañón; plus objectif que la plupart, il s’oppose à la criminalisation mais préconise la dissimulation et, comme tel, peut être considéré comme l’ancêtre de l’Homophobie libérale moderne. Cet environnement répressif amène certains à s’exiler à Paris.

### Guerre civile et franquisme
Après le triomphe du Front populaire aux élections de février 1936, son échec partiel à la gouvernance amènera le soulèvement nationaliste des 17 et 18 juillet 1936 contre la Seconde République puis la guerre civile. Bien qu’il n’y ait pas de preuve de la persécution contre les homosexuels du seul fait de l’être, il apparaît que l’homosexualité puisse alors être un facteur favorisant l’incarcération ou l’exécution. Un exemple est le poète Federico García Lorca, homosexuel ayant avoué avoir appuyé dans un manifeste le Front populaire et qui est exécuté par les nationalistes car « rouge et tapette » tel que le justifie Ruiz Alonso, typographe catholique et chef de la bande qui détient Lorca,. 

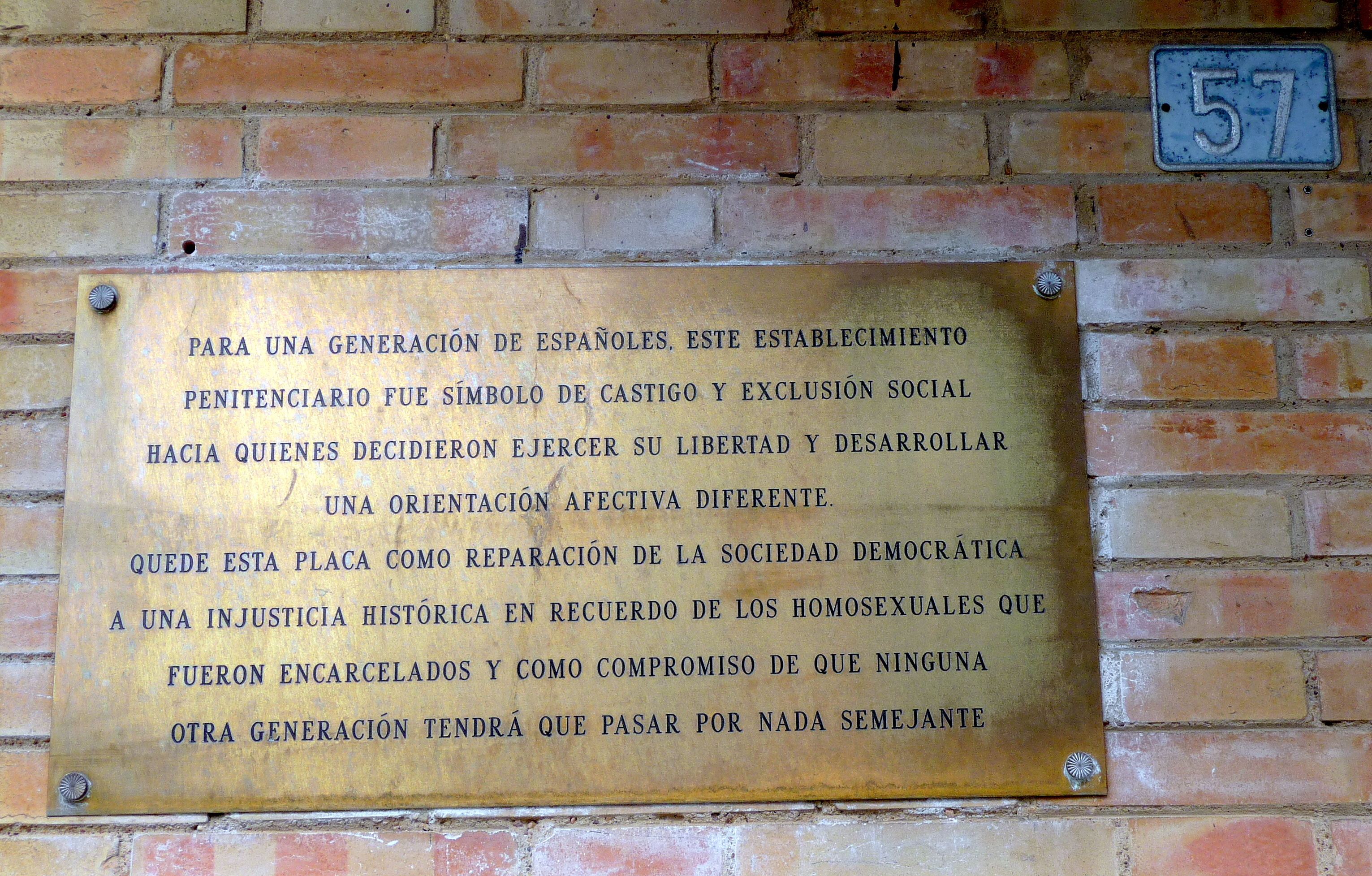
Plaque commémorant les prisonniers homosexuels durant le franquisme dans la vieille prison provinciale de Huelva.

Au début du régime du général Francisco Franco, le gouvernement poursuit et élimine toute dissidence politique (Carmen Conde et Amanda Junquera Butler, couple d'écrivaines, sont mises à demeure à San Lorenzo de El Escoriall), mais avec le temps et l’atténuation des menaces contre le franquisme, commence la persécution de l’homosexualité sous une forme plus affirmée, la chasse aux dénommées « violetas » (violettes), particulièrement à partir du 15 juillet 1954, alors que la loi sur les fainéants et les malfaiteurs est modifiée pour inclure les homosexuels :
« Aux homosexuels, voyous et proxénètes, aux mendiants professionnels et à ceux qui vivent de la mendicité d’autrui, exploitent les mineurs, les malades mentaux ou handicapés, s’applique les mesures suivantes :
a) Internement en établissement de travail ou en colonie agricole, les homosexuels devant être internés dans des institutions spécialisées et, en toutes situations, en absolue séparation des autres;
b) Interdiction d’habiter en des lieux ou territoires déterminés et obligation de déclaration du lieu du domicile;
c) Soumission à la surveillance des autorités idoines »
Lesdits établissements de travail et colonies agricoles sont en fait de véritables camps de concentration, comme celui de Tefia dans l’île de Fuerteventura, où les détenus doivent travailler dans des conditions inhumaines, jusqu’à l’épuisement, battus et affamés. Au total, quelque 5 000 personnes sont détenues pour avoir eu un comportement gai au cours du régime franquiste. L’Église et la médecine collaborent avec le régime pour enlever toute dignité aux homosexuels. Dans ce contexte, de nombreux homosexuels sont incarcérés, notamment à la prison Model de Barcelone, où ils sont surnommés péjorativement « Els violetes ». Les artistes José Pérez Ocaña et Nazario, ainsi que le militant Armand de Fluvià, font partie des prisonniers célèbres.
Néanmoins, dans les années 1960, la Culture gay commence à apparaître, toutefois cachée et retirée. Elle émerge notamment dans les grandes villes et dans les centres touristiques, puis dans les collectivités moins conservatrices, par exemple Barcelone, Ibiza ou Sitges.
Plus tard, en 1970, la Loi sur la menace et la réhabiliation sociale d’Espagne (es) vise à « traiter » et « guérir » l’homosexualité. Elle établit deux établissements de réhabilitation, l’un à Badajoz, où sont envoyés les passifs, l’autre à Huelva, où se retrouvent les actifs. De plus, dans quelques prisons il y a habituellement des zones réservées pour les détenus homosexuels,. Dans ces établissements, on veut changer l’orientation sexuelle des prisonniers au moyen de la thérapie par aversion : après des stimuli homosexuels sont administrées des décharges électriques, lesquelles prennent fin en même temps que l’envoi de stimuli hétérosexuels. Ni la grâce du 25 novembre 1975 ni l’amnistie du 31 juillet 1976 ne seront accordées aux homosexuels qui furent détenus.
En 1970, Mir Bellgai et Roger de Gaimon, pseudonymes utilisés par Francesc Francino et Armand de Fluvià , créent clandestinement à Barcelone le Movimiento Español de Liberación Homosexual (MELH), la première association moderne de défense des droits des homosexuels en Espagne. En 1972, ils publient quelques bulletins mensuels sous le nom de Aghois (Agrupación Homosexual para la Igualdad Sexual ou Groupe homosexuel pour l’égalité sexuelle) qui sont édités de France pour redistribution en Espagne. Le groupe est dissous en 1974 en raison du harcèlement policier.

### Retour de la démocratie

#### Transition et gouvernement Suárez
Après la mort du dictateur, le roi Juan Carlos Ier devient chef d’État et après le bref gouvernement d’Arias Navarro, il nomme Adolfo Suárez président du gouvernement de l'Espagne. Suárez est confirmé après être élu aux premières élections démocratiques de la Seconde République depuis 1936.
En 1975, peu après le mort de Franco, au début de la transition démocratique espagnole nait le Front d'Alliberament Gai de Catalunya (FAGC) des cendres du MELH. L’association n’est légalisée que le 15 juillet 1980. Le FAGC sert de ferment à la création d’autres associations semblables ailleurs en Espagne, par exemple l’Euskal Herriko Gay Askapen Mugimendua (EHGAM) au Pays basque et le Frente Homosexual de Acción Revolucionaria (FHAR), MDH et Mercurio à Madrid. En 1977, le FAGC permet la création de la Federació de Fronts d'Alliberament Gai dels Països Catalans, de durée très brève, et de la Coordinadora de Frentes de Liberación Homosexual del Estado Español (COFLHEE), dans laquelle participent, outre le FAGC, les trois groupes de Madrid, l’EHGAM, avec d’autres groupes qui se sont formés dans le reste du pays: FAGI, AM, MH Aragón y FLH Galicia. Ainsi le 28 juin 1977, le FAGC convoque la première marche de la fierté à Barcelone, à laquelle participent environ 5 000 personnes alors que l’homosexualité est encore illégale. La manifestation est durement réprimée par les forces policières, plusieurs personnes étant blessées ou détenues. Parallèlement à l'établissement d’associations lobbyistes et radicales, Armand de Fluvià fonde en 1977 à Barcelone l’Institut Lambda, plus tard Casal Lambda, le premier centre de services pour homosexuels, à la suite de la création du Movimiento Español de Liberación Homosexual (MELH - en français : Mouvement espagnol de libération homosexuelle) et du Front d'Alliberament Gai de Catalunya (FAGC - en français : Front de Libération Gay de Catalogne).
Cette même année, l’EHGAM crée la revue Hotsa, la première à caractère homosexuel en Espagne.
En 1978 a lieu le premier coming out public, celui d’Armand de Fluvià, qui jusqu’à ce moment avait utilisé le pseudonyme de Roger de Gaimon. L’événement se produit à la télévision autonome TVE, à l’émission Vosté pregunta, la plus forte audience à l’époque. C’est également en 1978 qu’apparaissent les premiers homosexuels à la télévision, Armand de Fluviá et Jordi Petit (ca) sont à l’émission La clave (es).
La première association lesbienne est le Grup de Lluita per l’Alliberament de la Dona fondée à Barcelone en 1979. Même après sa création, les lesbiennes demeurent discrètes au sein du mouvement, jusqu’en 1987 alors que l’arrestation de deux femmes qui se sont embrassées en public provoque le 28 juillet une manifestation immense incluant baiser public à la Puerta del Sol à Madrid, qui depuis a lieu tous les ans.
Après 1978, les mouvements homosexuels de Madrid se transforment. En 1978, le FHAR et le MDH cessent leurs activités, les militants se regroupent dans l’association Mercurio pour créer le Front de libération homosexuel de Castille (FLHC), lequel organise la grande manifestation du 28 juin 1978 de plus de 10 000 participants. Le bulletin du FLHC porte trois noms : La Ladilla Loca (Le morpion fou), La voz del FLHOC (La voix du FLHOC) et Aquí el FLHOC (Ici le FLHOC). Les tensions entre gais et lesbiennes amènent la création en 1981 du Collectif des féministes lesbiennes de Madrid (CFLM), d’envergure nationale, et le Groupe d’action pour la libération homosexuelle (GALHO), moins radicaux que le FLHOC. Ces changements amène la dissolution du FLHOC et du GALHO.

Cette période correspond à l’entrée en vigueur de la Constitution espagnole de 1978, qui restaure la démocratisation et la libéralisation de l’État (par exemple, le catholicisme cesse d’être religion d’État et celui-ci devient séculier). Néanmoins, la loi sur les vagabonds et délinquants s’est encore appliquée dans trois cas en 1978. Les dernières personnes emprisonnées sont libérées en 1979. La résistance contre la normalisation de l’homosexualité non seulement provient des milieux de droite et de l’église mais également de la gauche. Par exemple, Enrique Tierno Galván dit à Interviú en 1977 : 
« Non, je crois pas qu’ils doivent être punis, mais je ne suis pas pour la libéralisation ni la propagande de l’homosexualité. Je crois qu’il y a des limites à imposer à ce type de déviation, quand l’inctinct est aussi clairement défini en Occident. La liberté des instincts est une liberté respectable…, encore que qu’en aucun cas ces modèles de vie commune soient pour la plupart acceptés comme des modèles moralement positifs.
 -- Enrique Tierno Galván »
Cette opinion rejoint celle de Federica Montseny, anarchiste de la Confédération nationale du travail, Eladio García, du Parti travailliste d’Espagne (es), Manuel Guedán, de l’Organisation révolutionnaire des travailleurs, et de Dídac Fàbregas i Guillén (es) Diego Fábregas, de l’Organisation de la gauche communiste (es) d’Espagne.

#### Gouvernement González
La Transition démocratique espagnole permet une révolution sociale, économique et politique, qui atteint un zénith à la Movida madrilène. Ce n’est qu’en 1986 que l’homosexualité cesse d’être un délit contre l’honneur en Espagne. Le Code juridique militaire (es) punit l’homosexualité par l’exclusion des forces armées et entre six mois et six ans de détention.
En 1983, l’Assemblée gaie de Madrid (Asamblea Gai de Madrid ou AGAMA) est créée. Elle publie la revue Madrid gai, qui plus tard s’appelle Mundo Gai jusqu’à sa disparition en 1986. En 1985, la première organisation stable est mise en place : le Collectif gai de Madrid (Colectivo Gai de Madrid ou COGAM), plus tard dénommé Collectif des lesbiennes, gais, transsexuels et bisexuels de Madrid (es) (Colectivo de Lesbianas, Gays, Transexuales y Bisexuales de Madrid), comme depuis la fin des années 1970 à Barcelone ou Bilbao. Le COGAM publie en 1987 pour la première fois la revue Entiendes...?. En 1992, le COGAM se retire du COFLHEE, qu’il juge trop radical. Comme conséquence, les groupes plus radicaux se scindent, avec la création de La Radical Gai y LSD, un groupe de lesbiennes. En Catalogne, l’activiste Jordi Petit fonde en 1986 la Coordination d'Initiatives Gaies que devient en 1988 la fédération d’associations Coordination des lesbiennes, gais, transsexuels et bisexuels de Catalogne (es) (Coordinadora Gai-Lesbiana de Catalunya ou CGL). Également en 1986, le Col•lectiu Lambda est créé à Valence. En 1989, le Forum permanent sur l’homosexualité (Foro Permanente sobre Homosexualidad) est initié à Cordoue. Celui-ci devient en 1992 l’association COLEGA. À partir de 1993, COLEGA s’étend rapidement à travers l’Andalousie, se transformant en une fédération d’associations sous le nom de COLEGAS (es), puis s’implante dans d’autres communautés autonomes. En 1995 est constitué l’EAGLE (Espaí Acció Gai-Lesbiá de Lleida i Entorn) dans la région métropolitaine de Barcelone, ce qui accroît la visibilité dans des zones encore peu investies auparavant. En 1989, l’Institut Lambda s’unit à la Comisión Pro-Casal, pour devenir Casal Lambda, qui publie depuis la revue homonyme. Également en 1989, la première association stable pour les personnes trans, Transexualia, est formée. En 1992, le Comité revendicatif et culturel de lesbiennes (Comité Reivindicativo y Cultural de Lesbianas ou CRECUL), créé l’année précédente s’unit au COGAM pour créer la Fédération d’État des Gais et Lesbiennes (Federación Estatal de Gais y Lesbianas ou FEGL), qui devient plus tard la Fédération d’État des lesbiennes, gais, transsexuels et bisexuels (es) (FELGT), dirigée par Armand de Fluviá, que rejoignent plus tard Casal Lambda, NOS (Grenade), 28-J (Jaén) et les Gais chrétien/nes Plus tard, la Fédération s'agrandit encore d’autres groupes majeurs comme Gehitu (es) (Pays basque), Alega (Cantabrie), Gamá (Îles Canaries) ou le Col•lectiu Lambda (Valence). La direction de la Fédération comprend des personnalités publiques connues comme Pedro Zerolo, Íñigo Lamarca (es), Juana Ramos, Miguel Ángel Fernández, Beatriz Gimeno ou Toni Poveda.

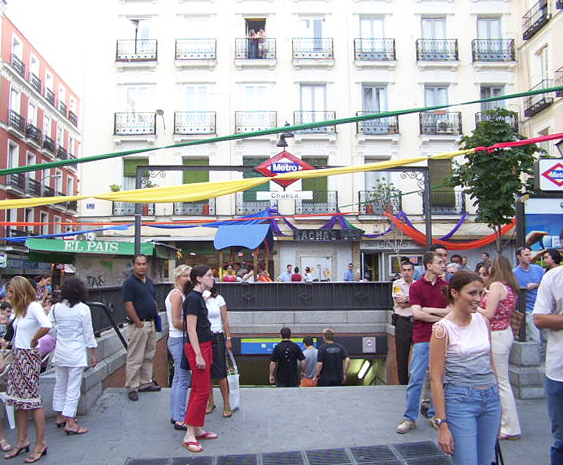
Plaza de Chueca, au centre du quartier gay de Madrid, devant l’entrée de la station de métro Chueca (métro de Madrid).

Les premiers espaces gais apparaissent en Espagne vers le milieu des années 1990 : Chueca à Madrid et le Gaixample à Barcelone. Ces quartiers gais se développent autour de petites concentrations de bars pour la clientèle homosexuelle, sur le modèle américain, comme Le Castro à San Francisco et Greenwich Village à New York) ou encore européens tels Le Marais à Paris ou Old Compton Street (en) à Londres), puis deviennent de véritables centres de culture, de divertissement, de commerce et de services pour la communauté homosexuelle. De même, certains centres touristiques espagnols comme Ibiza, Playa del Inglés-Maspalomas (Grande Canarie), Sitges et particulièrement Barcelone deviennent d’importantes destinations du tourisme gay qui attirent des gais du monde entier.
En février 1995, l’affaire Arny survient à Séville. Jesús Vázquez la définit comme l’« ultime tentative des réactionnaires d’écraser l’inévitable ». Arny est un bar gai de Séville où avait lieu présumément de la prostitution de mineurs. Le scandale est immense, impliquant 48 accusés, dont Jesús Vázquez, le comédien et chanteur Javier Gurruchaga, l’humoriste Jorge Cadaval (es), l’ex-juge Manuel Rico Lara, Antonio Tejado, fils de María del Monte (es), ainsi que Ramón de Carranza y Villalonga, Marquisat de Soto Hermoso (es). La plupart sont accusés sur la base des déclarations d’un adolescent de quinze ans, José Antonio S.B., témoin principal, qui affirme au procès de la Cour provinciale de Séville que « si les médias lui avaient donné un certain montant d’argent qu’il demandait, il aurait dit avoir des relations sexuelles même avec les plus grandes personnalités du pays », et qui en 2005 est jugé pour voies de fait envers un client de l’Arny pour ne pas avoir payé son dû. Le juge récuse les accusations faute de preuve; de fait, certains des accusés n’avaient jamais mis les pieds à l’Arny. Le préjudice moral et financier des accusés est énorme : «El vaso roto, roto está» commente Jorge Cadaval; les engagements de Jesús Vázquez fondent à cette époque.

#### Gouvernement Aznar

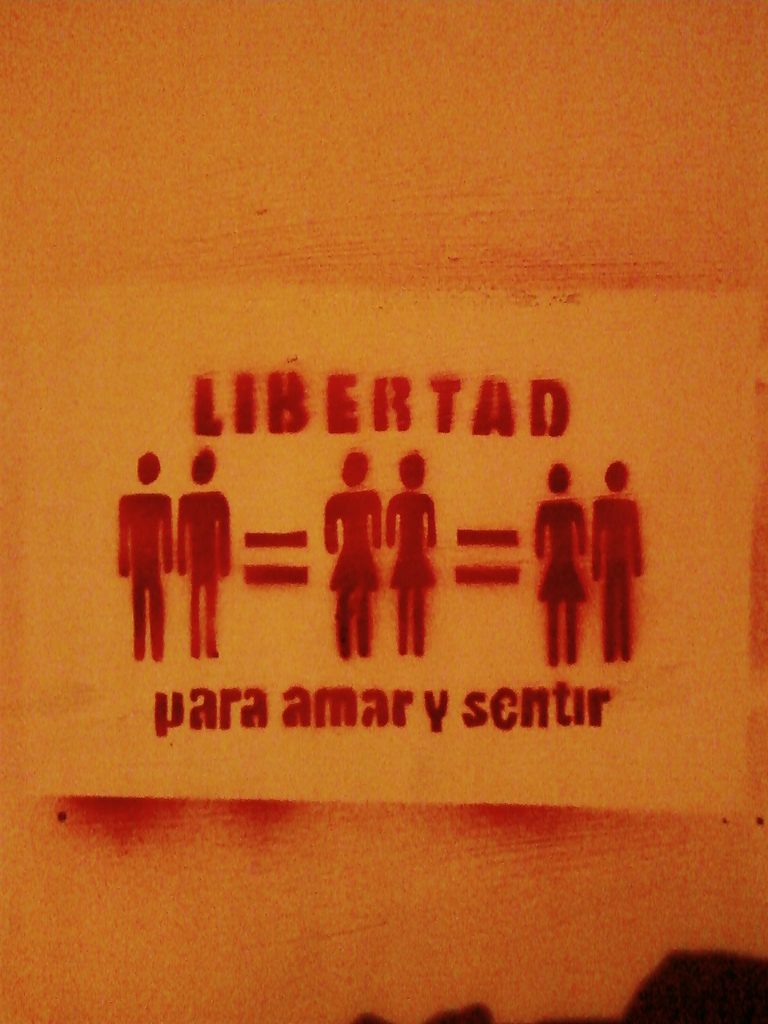
Graffiti activiste.

Aux élections générales de 1996, le Parti socialiste ouvrier espagnol perdent le pouvoir et pour la première fois depuis 1934, aux mains d’un parti de droite. Durant les huit années du gouvernement de José María Aznar, le Parti populaire rejette les différents projets de loi soumis par l’opposition pour légaliser le mariage homosexuel.
La première personnalité politique à dévoiler publiquement son homosexualité est Miquel Iceta, député du Parti des socialistes de Catalogne au cours des élections de 1999 suivi en 2000 par l’ex-ministre socialiste de l’Éducation Jerónimo Saavedra, qui sort du placard dans la préface du livre Outing en España (Sortir du placard en Espagne) de Fernando Bruquetas de Castro. Plus tard c’est au tour de José María Mendiluce (es), candidat des Verts à la mairie de Madrid en janvier 2003, au cours de la campagne électorale.
La législation nationale relative aux couples homosexuels n’est alors pas encore normalisée. Toutefois, les communautés autonomes commencent à régulariser la situation des conjoints de fait, incluant ceux de même sexe, pour que ceux-ci puissent bénéficier de prestations obligatoires minimales. Le 30 juin 1998, la Catalogne adopte la première loi qui reconnait les couples homosexuels de fait. Suivent celles de la Valence, de Madrid le 1er décembre 2001, des Baléares le 2 janvier 2002, des Asturies en mai 2002, de l’Andalousie en décembre 2002, de l’Estrémadure, du Pays basque et de l’Aragon en 2003.
Bien que l’homosexualité soit légalisée depuis la fin des années 1990, la police conserve toujours les fichiers de renseignements sur les homosexuels colligés durant le régime franquiste ou pendant la transition. Ce n’est qu’en 2001 que le Parlement adopte une loi prévoyant la destruction de ces fichiers,.
À cette époque naît le magazine Zero, destiné à un lectorat homosexuel. Le magazine devient une référence de la vie gaie et, en ses pages sortent du placard pour la première fois un lieutenant-colonel des Forces armées espagnoles José María Sánchez Silva (es), un garde civil et un prêtre,, de même que plusieurs personnalités comme José María Mendiluce, Jesús Vázquez, Eusebio Poncela, Rafael Amargo, Jorge Cadaval, humoriste de Los Morancos (es), Nacho Duato, qui n’avait jamais caché son homosexualité, ou Arturo Tejerina (es). Des personnalités politiques comme José Luis Rodríguez Zapatero, Gaspar Llamazares et Alberto Ruiz-Gallardón font l’objet d’entretiens dans certains numéros du périodique.
En ce qui a trait aux associations, la Fondation Triángulo se sépare du COGAM en 1996. La Fondation tient la première LesGaiCineMad ou Festival international de cinéma gai et lesbien de Madrid. L’association De Par en Par est créée en mai de la même année en Estrémadure, la dernière communauté autonome à avoir son regroupement propre. Towanda, première association pérenne d’Aragon, est implantée en 2000 après la disparition du collectif Acción. Elle organise depuis 2005 Zinentiendo, un festival de cinéma lesbien, gai, transgenre et bisexuel à Saragosse, Huesca et dans d’autres localités aragonaises.

#### Gouvernement Zapatero

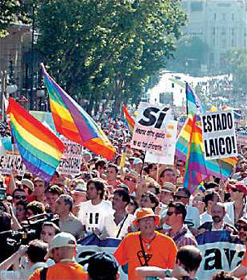
Marche lors de la Orgullo Gay et de la légalisation du mariage homosexuel.

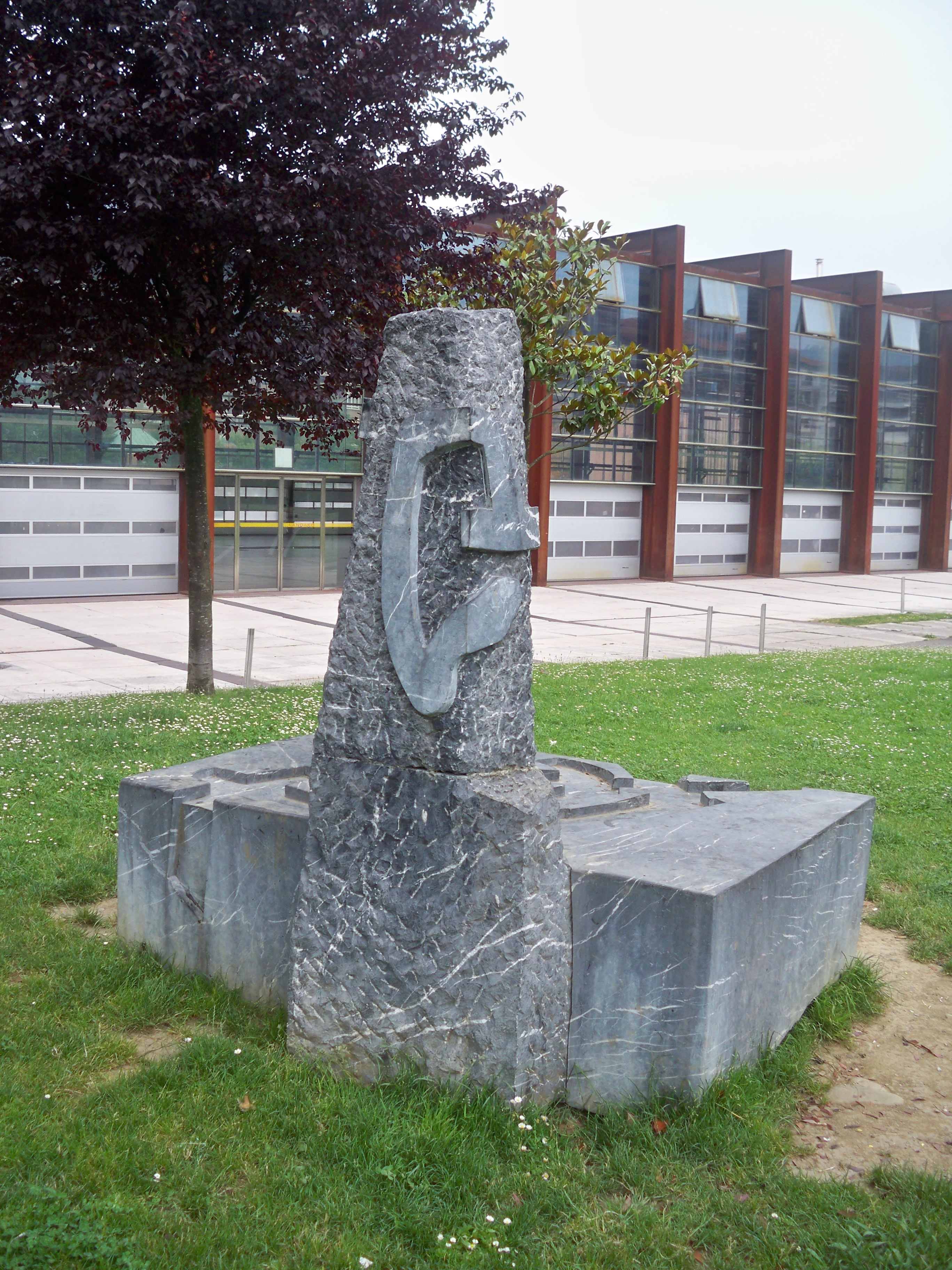
Monument aux personnes persécutées par le franquisme en raison de leur orientation sexuelle, Durango (Pays basque).

Aux élections générales espagnoles de 2004, le Parti populaire perd le pouvoir et José Luis Rodríguez Zapatero, du Parti socialiste ouvrier, devient président du gouvernement. Lors de la campagne électorale, le parti s’est engagé à légaliser le mariage entre personnes du même sexe. Ainsi, le Parlement autorise le mariage homosexuel en Espagne le 2 juillet 2005 avec l’appui majoritaire des députés au Congrès par 187 voix pour (PSOE, PNV, ERC, CC, IU, Grupo Mixto, deux députés de la CiU et une députée du PP), 147 voix contre (PP et Union démocratique de Catalogne) et 4 abstentions. La loi recueille l’approbation de 66 % de la population selon une enquête du Centre de recherches sociologiques. Le Parti populaire demande l’annulation de la loi par le Tribunal constitutionnel, requête rejetée le 6 novembre 2012 avec huit juges avalisant la loi et 3 en défaveur. L’Église catholique et des groupes conservateurs comme le Forum espagnol de la famille s’opposent à la nouvelle loi. La nouvelle législation octroie aux personnes de même sexe les mêmes droits matriominiaux que pour les couples de personnes de sexe opposé de même que le droit à l’adoption. L'Espagne est également dotée d'une législation particulière concernant les titres de noblesse qui, contrairement aux autres États européens où une noblesse est encore en vigueur, permet à un homme de porter le titre de sa femme en qualité de consort en vertu du jure uxoris. La législation ayant ouvert le mariage aux couples de même sexe, le conjoint de même sexe d'une personne titrée peut porter le titre en tant que consort. C'est le cas de Liliane Dahlmann, qui devint duchesse consort de Medina Sidonia, marquise consort de Villafranca del Bierzo et marquise consort de los Vélez, après avoir épousé in articulo mortis Luisa Isabel Álvarez de Toledo y Maura, 21e duchesse de Medina Sidonia, avant son décès onze heures plus tard,. Elle porte depuis ces titres en tant que veuve.
Au cours de l’année suivant l’adoption de la loi, environ 4 500 couples homosexuels se sont mariés Près de deux ans plus tard, le dépôt d’une initiative législative populaire et d’une pétition de plus de 1 500 000 signataires recueillie par le Forum espagnol de la Famille (es), amène le Congrès des députés à débattre le 27 février 2007 de la définition du mariage restreinte à une union d’un homme et d’une femme et de l’abrogation du mariage homosexuel et des droits qui en découlent. L’initiative est appuyée en chambre par le Parti populaire et par l’Union démocratique de Catalogne. Toutefois, tous les autres partis appuyant la loi, la majorité vote contre l’initiative et la loi demeure en vigueur.
En octobre 2006, Sitges contre l'homophobie est inauguré à Sitges. Cette œuvre, premier monument du genre, prend la forme d’un triangle inversé rose posé sur la promenade. Le 16 mai 2009, le monument en mémoire des victimes du franquisme en raison de leur orientation sexuelle, œuvre de Koldobika Jauregi, est inauguré à Durango, en Biscaye.
En 2011, Carla Antonelli devient la première personne trans à être élue députée.
La poétesse queer Txus García, qui se définit comme une « senyora rara » (en français : une « dame rare ») sur les thèmes de la diversité sexuelle, du féminisme et des droits LGBTI, devient l'une des personnalités les plus en vue. L'artiste de Tarragone Jil Love milite par ses œuvres de performance.
Dans le domaine du théâtre, le dramaturge andalou Alberto Conejero devient à cette époque une référence de la scène européenne.

### Gouvernement Pedro Sánchez
La Ley trans, une loi sur les personnes transgenres en discussion pendant trois années, autorisera toute personne trans à choisir librement (sans chirurgie ni psychiatrisation) son identité de genre, plaçant l'Espagne en tête des pays les plus progressistes sur les questions de la transidentité. En octobre 2022, les derniers amendements sont apportés en vue de son adoption le mois suivant. Cette loi « trans » présente néanmoins des failles et entre parfois en collision avec la loi sur les violences de genre.

## Société

### Homophobie

Proportion de répondants considérant que la discrimination pour raison d'orientation sexuelle est très ou assez répandue dans leur pays (2008).
61% - 100%
51% - 60%
41% - 50%
31% - 40%
0% - 30%

Si l'Espagne est l'un des pays du monde où la législation et la société sont parmi les progressistes au monde, l'homophobie demeure un phénomène courant. L'étude sur la violence homophobe en Catalogne réalisée par le Front de libération gaie de Catalogne (Front d'Alliberament Gai de Catalunya ou FAGC) recense pour la période 2005-2006 un total de 283 plaintes, ce qui représente une augmentation de 5 % par rapport à l'année précédente. Le FAGC considère que cette hausse est attribuable à la polémique amenée par la légalisation du mariage entre personnes de même sexe. Une enquête du COGAM réalisée en 2007-2008 auprès de plus de 800 personnes LGBT indique que les membres de communauté gaie perçoivent une augmentation des attaques en général. La sociologue Lola Martín Romero, auteur de l'enquête, explique le phénomène par la plus grande visibilité de la communauté LGBT. Selon une étude du ministère de la Santé espagnol réalisée en 2010, il existe un minimum de 15 % de la population qui considère toujours l'homosexualité comme une «maladie», en proportion moins grande chez les femmes que chez les hommes (18 %), et davantage chez les hommes de plus de 55 ans. Par ailleurs, il y a 17 % des femmes et 23 % des hommes qui se disent peu ou pas d'accord pour dire que l'homosexualité est «respectable».
Les manifestations les plus graves d'homophobie comprennent la violence physique, jusqu'au meurtre. Par exemple, un jeune homme de 27 ans se fait poignardé à mort en 2006 dans un lieu de drague à Cornellà de Llobregat. Les cas d'agressions physiques et verbales sont fréquentes dans tout le pays. Un peu moins du tiers (31 %) des agressions homophobes en Espagne survient à Madrid, selon l'étude de COGAM (2008), du fait de la présence et de la visibilité plus grande des LGBT dans la capitale. La moitié (49 %) des agressions se déroulent sur la rue et 37 % des personnes agressées connaissent leurs agresseurs. L'étude annuelle de l'Observatoire espagnol contre l'homophobie constate une augmentation des cas d'agression en Catalogne de 7 % en 2009-2010 et de 4,5 % en 2010-2011.
L'intolérance et la discriminiation peuvent être plus vives envers les personnes transgenre venues en Espagne pour vivre dans une société plus tolérante, notamment celles en provenance de l'Amérique latine, auquel cas la xénophobie, le racisme et la transphobie peuvent s'ajouter à l'homophobie de manière plus générale, L'intimidation envers les plus jeunes à tendance ou à affirmation homosexuelle, bisexuelle ou trans est particulièrement intense dans les écoles, où le taux de Suicide chez les jeunes LGBT le révèle,. Selon une étude pour la fédération COLEGAS auprès de 30 000 étudiants andalous au secondaire et à l'université, 81 % des répondants considèrent qu'un étudiant ouvertement LGBT serait discriminé. L'étude de COGAM (2008) montre que 31 % des agresseurs contre des étudiants LGBT ou perçus comme tels sont des compagnons de classe.
L'homophobie demeure présente dans plusieurs milieux professionnels, comme le droit et la médecine. Le cas du psychiatre Aquilino Polaino, professeur et directeur du département de psychologie de la Faculté des humanités et des Sciences de la communication de l'Université San Pablo - CEU, expert cité par le Parti populaire à la Commission de la Justice au Sénat en ce qui a trait au mariage homosexuel. Dans le monde juridique, diverses sentences discriminatoires sont prononcées contre des LGBT. Par exemple, en Murcie, la responsabilité parentale est retirée à une lesbienne du simple fait de son orientation sexuelle, comme le révèle le verbatim de la décision : « la condition homosexuelle est préjudiciable aux enfants, qui ont droit à un père et à une mère, non à deux pères ou à deux mères. Les plus grands spécialistes le constatent, et le sens commun le dit également » et « la mère doit choisir entre élever ses enfants ou le couple ». Ce juge ne tient pas compte des décisions antérieures relatifs semblables. Auparavant, une juge de Dénia s'oppose activement au mariage homosexuel et a recours à la Loi du Tribunal Constitutionnel bien qu'elle ne puisse s'y opposer. Selon l'étude de COGAM (2008), la communauté LGBT se méfie beaucoup de la police. Une proportion de 89 % des victimes ne rapportent pas une agression parce qu'ils considèrent que « les policiers ne les considèrent pas sérieusement » ; des 11 % qui dénoncent une agression, la moitié croient que la plainte est prise au sérieux.
Les associations LGBT considèrent que l'homophobie est promue par la droite en général et de manière plus marquée par des segments particuliers du Parti populaire et de l'Église, la Fédération publique de lesbiennes, gais, transsexuels et bisexuels (es) allant jusqu'à recommander de ne pas voter pour le Parti populaire. Le fondateur et président d'honneur du Parti populaire, auparavant président de l'Assemblée de Galice, Manuel Fraga, reproche aux homosexuels de s'enorgueillir de « fonctionner à l'envers », ajoutant que « s'ils naissent ainsi, alors qu'ils se fassent voir » et qualifie la loi sur les mariages homosuels de « dégoûtante ». Dans la polémique, au sein même du CiU, Josep Antoni Duran i Lleida, porte-parole de Convergence et Union à la Chambre des députés et président de l'Union démocratique de Catalogne, prône la thérapie de réorientation sexuelle. Les évêques d'Andalousie et l'archevêque des Asturies recommandent lors des élections des communautés autonomes de 2012 de voter pour les partis s'opposant au mariage homosexuel. Dans les médias, la FAGC dénonce particulièrement les cas d'homophobie courante du quotidien La Razón et du site web HazteOir.org La chaîne de radio Cadena COPE et certains périodiques électroniques comme Periodista Digital ou Libertad Digital affichent également une position radicale contre le mariage homosexuel.

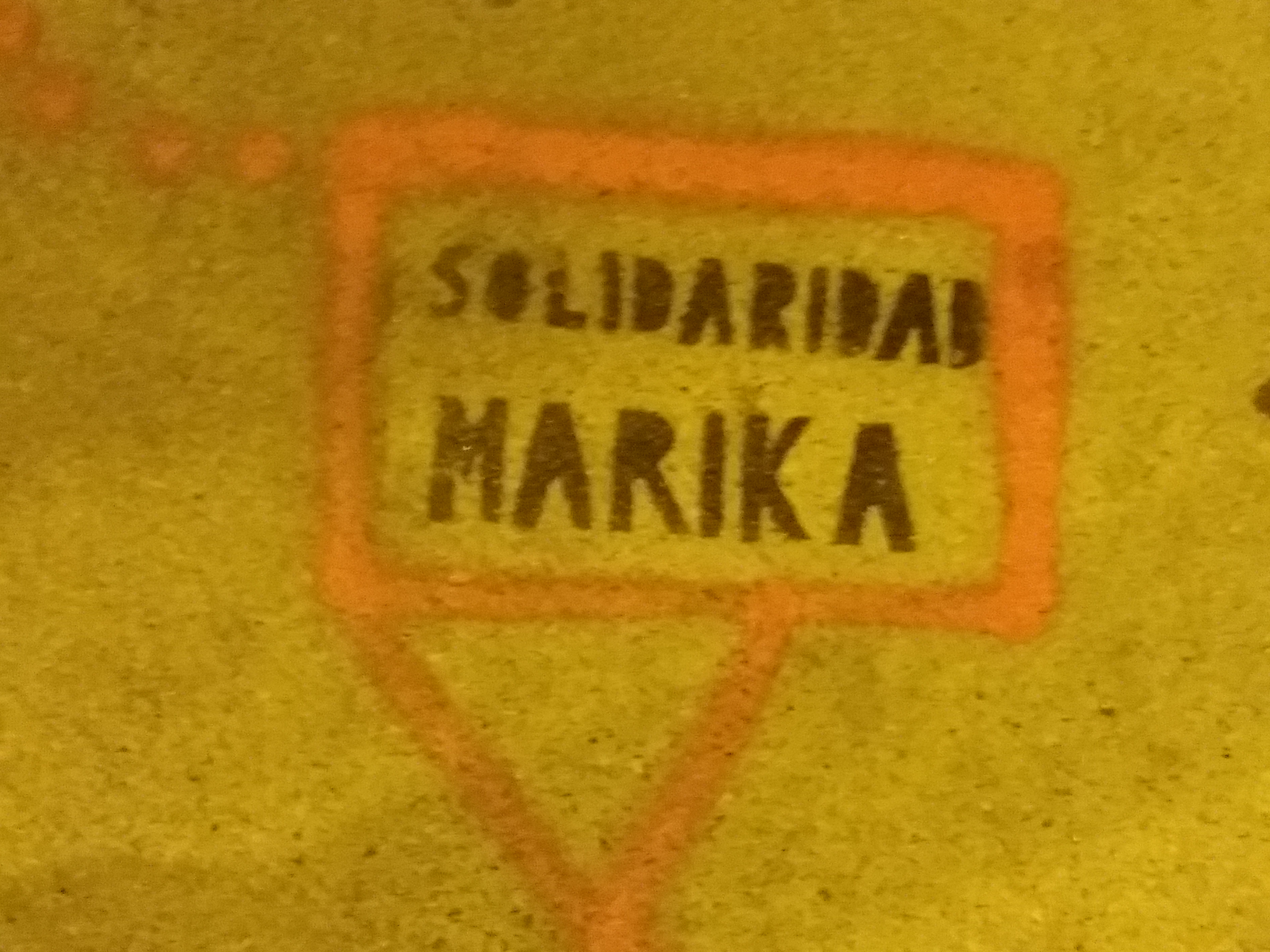
Grafiti anarchiste LGBT à Lavapiés, Madrid.

En plus de cette homophobie affichée se manifeste une homophobie libérale. Celle-ci, prévalant depuis les années 1980 et issue de l'homophobie de la gauche, tolère l'homosexualité à condition qu'elle se fasse discrète et dans l'acceptation du modèle hétéronormal pour son « propre bien ». Elle critique l'efféminement pour sa visibilité, quelque marque de sous-culture ou d'esthétique gaie, notamment les Marches des fiertés. Le refus de se conformer au modèle est considéré comme « victimaire », « replié sur son ghetto », « activiste » ou « prosélitiste,.

### Transphobie
En 2024, l'actrice espagnole Karla Sofía Gascón devient la première femme lauréate du Prix d'interprétation féminine au Festival de Cannes 2024 pour le film Emilia Perez de Jacques Audiard. L'actrice doit porter plainte pour « outrage sexiste » contre la femme politique française Marion Maréchal, nièce de Marine Le Pen, après des déclarations transphobes de celle-ci.

## Droits des LGBT
| Dépénalisation de l’homosexualité                                                      | Depuis 1979                |
| Majorité sexuelle identique à celle des hétérosexuels                                  | Depuis 1979                |
| Interdiction de la discrimination liée à l'orientation sexuelle dans tous les domaines | Depuis 1996                |
| Interdiction de la discrimination liée à l'identité de genre dans tous les domaines    | Dans certaines communautés |
| Mariage civil ou partenariat civil                                                     | Depuis 2005                |
| Adoption conjointe dans les couples de personnes de même sexe                          | Depuis 2005                |
| Droit pour les gays de servir dans l’armée                                             | Depuis 1979                |
| Droit de changer légalement de genre                                                   | Depuis 1997                |
| Gestation pour autrui pour les gays                                                    | Non                        |
| Accès aux FIV pour les lesbiennes                                                      | Depuis 2005                |
| Autorisation du don de sang pour les HSH                                               | Depuis 1975                |